# Championnat du monde de hockey sur glace 2015
Navigation
Biélorussie 2014 Russie 2016
Le Championnat du monde de hockey sur glace est la 79e édition de cette compétition organisée par la Fédération internationale de hockey sur glace (IIHF).
Le tournoi de la Division élite, regroupant les meilleures nations, a lieu du 1er au 17 mai 2015 à Prague et Ostrava en République tchèque. Les cinq divisions inférieures sont disputées indépendamment du groupe Élite.

## Aperçu de l'ensemble de la compétition
Le Championnat du monde de hockey sur glace est un ensemble de plusieurs tournois regroupant les nations en fonction de leur niveau. Les meilleures équipes disputent le titre dans la Division Élite.

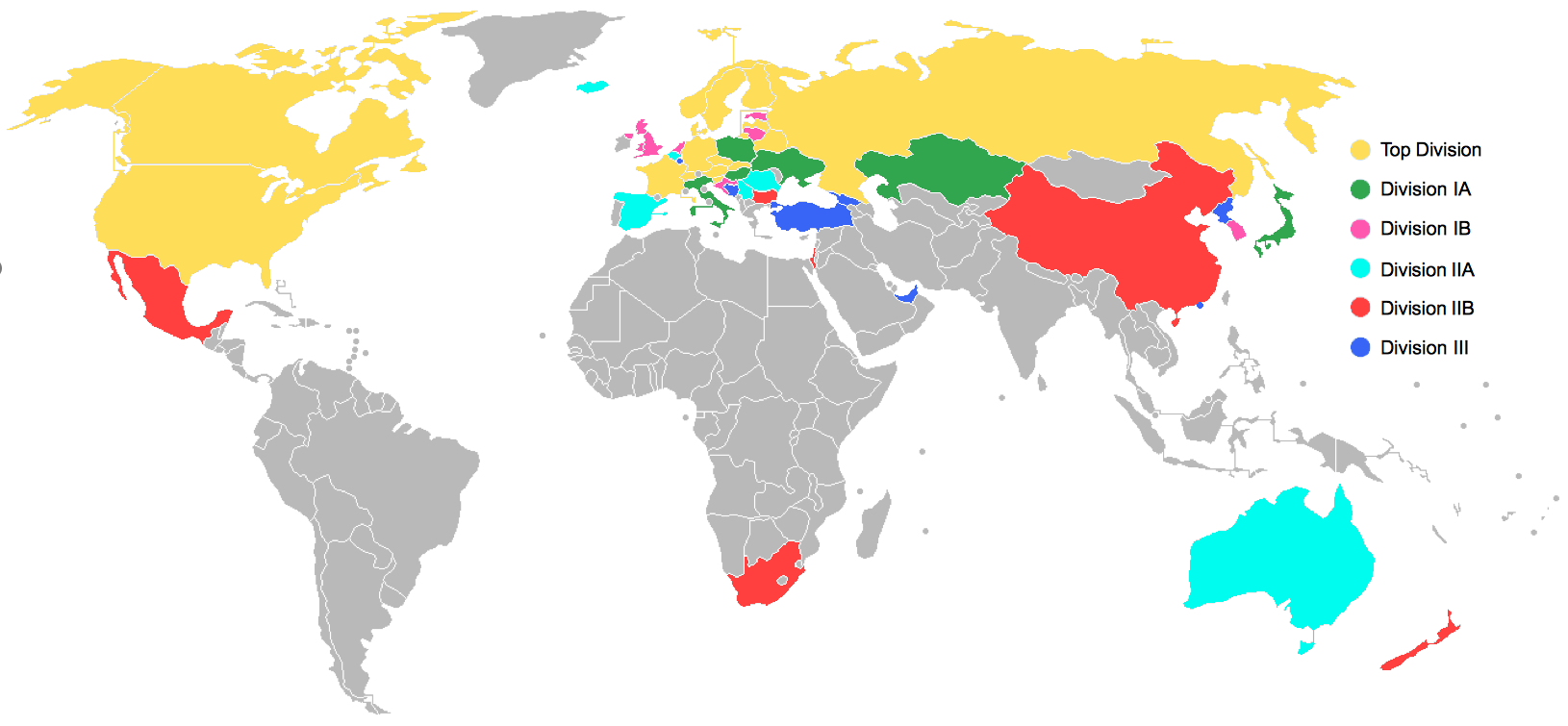
Nations participant au Championnat du monde de hockey sur glace 2015, par division.

| Tournoi        | Lieu              | Dates               | Nombre de participants | Matches joués |
| -------------- | ----------------- | ------------------- | ---------------------- | ------------- |
| Division élite | Prague et Ostrava | 1er au 17 mai 2015  | 16                     | 64            |
| Division IA    | Cracovie          | 19 au 25 avril 2015 | 6                      | 15            |
| Division IB    | Eindhoven         | 13 au 19 avril 2015 | 6                      | 15            |
| Division IIA   | Reykjavik         | 13 au 19 avril 2015 | 6                      | 15            |
| Division IIB   | Le Cap            | 13 au 19 avril 2015 | 6                      | 15            |
| Division III   | Izmir             | 3 au 12 avril 2015  | 7                      | 21            |

## Format de la compétition
Le groupe principal (Division élite) regroupe 16 équipes réparties en deux poules de 8 qui disputent un tour préliminaire. Les 4 premiers de chaque poule sont qualifiés pour les quarts de finale et les derniers sont relégués en Division IA.
Pour les autres divisions qui comptent 6 équipes (sauf la Division III qui en compte 7), les équipes s’affrontent entre elles et, à l'issue de cette compétition, le premier est promu dans la division supérieure et le dernier est relégué dans la division inférieure.
Lors des phases de poule, les points sont attribués ainsi :
- victoire : 3 points ;
- victoire en prolongation ou aux tirs de fusillade : 2 points ;
- défaite en prolongation ou aux tirs de fusillade : 1 point ;
- défaite : 0 point.

## Division Élite

### Patinoires
| ALLEMAGNE POLOGNE AUTRICHE SLOVAQUIE HONGRIE RÉP. TCHÈQUE Prague Ostrava |

| O2 Arena de Prague | ČEZ Aréna de Ostrava |
|                    |                      |
| Capacité : 17 383  | Capacité : 8 812     |

### Diffusion télévisée
Canada: RDS et TSN ont les droits de diffusions.
- France : le Groupe Canal+ qui possède les droits, retransmettra l'épreuve sur Sport+[1].
- Suisse : la compétition est diffusée sur RTS Deux[réf. souhaitée].

### Tour préliminaire
Le groupe principal regroupe 16 équipes, réparties en deux groupes (entre parenthèses le classement IIHF) :
| Groupe A (à Prague) - Suède (1) - Canada (4) - Tchéquie (5) pays hôte - Suisse (7) - Lettonie (9) - France (12) - Allemagne (13) - Autriche (16) promu de la Division IA | Groupe B (à Ostrava) - Finlande (2) - Russie (3) tenant du titre - États-Unis (6) - Slovaquie (8) - Norvège (10) - Biélorussie (11) - Slovénie (14) promu de la Division IA - Danemark (15) |

#### Groupe A
| 1er mai 2015 | Canada | 6-1 (3-0, 2-0, 1-1) | Lettonie | O2 Arena 16 013 spectateurs |

| Feuille de match | Feuille de match | Feuille de match                                  | Feuille de match                                       | Feuille de match                                                      |
| ---------------- | --- | ------------------------------------------------- | ------------------------------------------------------ | --------------------------------------------------------------------- |
|                  | N. MacKinnon (J. Spezza, D. Savard) — 9 min 57 s J. Spezza (D. Hamhuis, N. MacKinnon) — 13 min 4 s M. Duchene (T. Hall, T. Barrie) — 14 min 11 s T. Toffoli (D. Hamhuis, B. Burns) — 22 min 20 s J. Spezza (N. MacKinnon, S. Crosby) — 23 min 4 s - S. Crosby — 59 min 37 s (TP) | 1-0 2-0 3-0 4-0 5-0 5-1 6-1                       | - K. Daugaviņš (L. Dārziņš, A. Džeriņš) — 52 min 6 s - | Arbitrage : Pavel Hodek Marcus Vinnerborg Jon Kilian Miroslav Lhotský |
| Mike Smith       | Gardiens | Ervīns Muštukovs (23:04) Edgars Masaļskis (36:56) |                                                        | Arbitrage : Pavel Hodek Marcus Vinnerborg Jon Kilian Miroslav Lhotský |
| 2 min            | Pénalités | 6 min                                             |                                                        | Arbitrage : Pavel Hodek Marcus Vinnerborg Jon Kilian Miroslav Lhotský |
| 42               | Tirs | 17                                                |                                                        | Arbitrage : Pavel Hodek Marcus Vinnerborg Jon Kilian Miroslav Lhotský |

| 1er mai 2015 | Tchéquie | 5-6 (TB) (1-2, 0-1, 4-2, 0-0, 0-1) | Suède | O2 Arena 17 383 spectateurs |

| Feuille de match | Feuille de match | Feuille de match                            | Feuille de match | Feuille de match                                                          |
| ---------------- | --- | ------------------------------------------- | --- | ------------------------------------------------------------------------- |
|                  | - J. Jágr (J. Nakládal, J. Voráček) — 13 min 28 s (SN) - T. Hertl (O. Němec, J. Klepiš) — 42 min 52 s (SN) - D. Simon (J. Hejda) — 51 min 34 s R. Červenka (J. Voráček, P. Čáslava) — 52 min 31 s M. Zaťovič (J. Novotný, D. Simon) — 56 min 53 s - | 0-1 0-2 1-2 1-3 2-3 2-4 3-4 4-4 5-4 5-5 5-6 | J. Lundqvist (M. Sjögren, J. Josefson) — 3 min 23 s S. Kronwall (M. Ekholm, A. Lander) — 7 min 30 s (SN) - V. Rask (E. Lindholm, S. Hjalmarsson) — 34 min 34 s - J. Lindström (O. Möller) — 44 min 8 s - M. Sjögren (J. Lindström) — 59 min 7 s (SN) O. Ekman-Larsson — 65 min (TB) | Arbitrage : Daniel Piechaczek Aleksi Rantala Gleb Lazarev Sakari Suominen |
| Alexander Salák  | Gardiens | Jhonas Enroth                               | | Arbitrage : Daniel Piechaczek Aleksi Rantala Gleb Lazarev Sakari Suominen |
| 8 min            | Pénalités | 10 min                                      | | Arbitrage : Daniel Piechaczek Aleksi Rantala Gleb Lazarev Sakari Suominen |
| 28               | Tirs | 25                                          | | Arbitrage : Daniel Piechaczek Aleksi Rantala Gleb Lazarev Sakari Suominen |

| 2 mai 2015 | Suisse | 3-4 (TB) (1-0, 1-1, 1-2, 0-0, 0-1) | Autriche | O2 Arena 13 953 spectateurs |

| Feuille de match | Feuille de match | Feuille de match            | Feuille de match | Feuille de match                                                       |
| ---------------- | --- | --------------------------- | --- | ---------------------------------------------------------------------- |
|                  | F. Du Bois (K. Fiala, C. Almond) — 1 min 14 s - A. Ambühl (R. Josi) — 25 min 54 s (IN) - M. Bieber (C. Almond, R. Grossmann) — 51 min 1 s - | 1-0 1-1 2-1 2-2 3-2 3-3 3-4 | - T. Raffl (A. Pallestrang) — 22 min 12 s - B. Lebler (R. Herburger) — 43 min 33 s - M. Raffl (T. Raffl, M. Schumnig) — 59 min 10 s K. Komarek — 65 min (TB) | Arbitrage : Jozef Kubuš Daniel Piechaczek Henrik Pihlblad Peter Šefčík |
| Reto Berra       | Gardiens | Bernhard Starkbaum          | | Arbitrage : Jozef Kubuš Daniel Piechaczek Henrik Pihlblad Peter Šefčík |
| 4 min            | Pénalités | 8 min                       | | Arbitrage : Jozef Kubuš Daniel Piechaczek Henrik Pihlblad Peter Šefčík |
| 37               | Tirs | 25                          | | Arbitrage : Jozef Kubuš Daniel Piechaczek Henrik Pihlblad Peter Šefčík |

| 2 mai 2015 | France | 1-2 (0-1, 0-0, 1-1) | Allemagne | O2 Arena 14 903 spectateurs |

| Feuille de match | Feuille de match                          | Feuille de match | Feuille de match                                                                 | Feuille de match                                                        |
| ---------------- | ----------------------------------------- | ---------------- | -------------------------------------------------------------------------------- | ----------------------------------------------------------------------- |
|                  | - D. Fleury (S. Da Costa) — 50 min 44 s - | 0-1 1-1 1-2      | M. Wolf (T. Rieder, P. Hager) — 12 min 10 s - P. Reimer (P. Hager) — 59 min (SN) | Arbitrage : Roman Gofman Marcus Vinnerborg Gleb Lazarev Fraser McIntyre |
| Cristobal Huet   | Gardiens                                  | Dennis Endras    |                                                                                  | Arbitrage : Roman Gofman Marcus Vinnerborg Gleb Lazarev Fraser McIntyre |
| 10 min           | Pénalités                                 | 14 min           |                                                                                  | Arbitrage : Roman Gofman Marcus Vinnerborg Gleb Lazarev Fraser McIntyre |
| 25               | Tirs                                      | 26               |                                                                                  | Arbitrage : Roman Gofman Marcus Vinnerborg Gleb Lazarev Fraser McIntyre |

| 2 mai 2015 | Lettonie | 2-4 (1-0, 1-3, 0-1) | Tchéquie | O2 Arena 17 383 spectateurs |

| Feuille de match | Feuille de match                                                                                   | Feuille de match                              | Feuille de match | Feuille de match                                                        |
| ---------------- | -------------------------------------------------------------------------------------------------- | --------------------------------------------- | --- | ----------------------------------------------------------------------- |
|                  | K. Daugaviņš (L. Dārziņš, G. Galviņš) — 13 min 13 s (SN) - M. Rēdlihs (J. Sprukts) — 23 min 18 s - | 1-0 1-1 2-1 2-2 2-3 2-4                       | - M. Jordán (R. Červenka, J. Novotný) — 22 min 1 s - J. Kovář (J. Nakládal, M. Erat) — 24 min 25 s (SN) J. Jágr (M. Erat, J. Kovář) — 32 min 44 s (SN) J. Voráček (J. Kovář, J. Nakládal) — 45 min 29 s (SN) | Arbitrage : Konstantin Olenine Daniel Stricker Jon Kilian Masi Puolakka |
| Edgars Masaļskis | Gardiens                                                                                           | Alxander Salák (23:18) Ondřej Pavelec (36:42) | | Arbitrage : Konstantin Olenine Daniel Stricker Jon Kilian Masi Puolakka |
| 35 min           | Pénalités                                                                                          | 8 min                                         | | Arbitrage : Konstantin Olenine Daniel Stricker Jon Kilian Masi Puolakka |
| 10               | Tirs                                                                                               | 35                                            | | Arbitrage : Konstantin Olenine Daniel Stricker Jon Kilian Masi Puolakka |

| 3 mai 2015 | Autriche | 1-6 (0-3, 0-3, 1-0) | Suède | O2 Arena 14 051 spectateurs |

| Feuille de match                               | Feuille de match                                    | Feuille de match            | Feuille de match | Feuille de match                                                          |
| ---------------------------------------------- | --------------------------------------------------- | --------------------------- | --- | ------------------------------------------------------------------------- |
|                                                | - D. Heinrich (K. Komarek, M. Latusa) — 53 min 17 s | 0-1 0-2 0-3 0-4 0-5 0-6 1-6 | F. Forsberg — 13 min 38 s O. Klefbom (M. Sjögren, J. Josefson) — 18 min 37 s A. Lander (L. Eriksson, F. Forsberg) — 19 min 18 s F. Forsberg (L. Eriksson, O. Ekman-Larsson) — 28 min 22 s E. Lindholm — 29 min 13 s F. Forsberg (A. Lander, O. Ekman-Larsson) — 31 min 14 s - | Arbitrage : Roman Gofman Daniel Stricker Miroslav Lhotský Sakari Suominen |
| René Swette (31:14) Bernhard Starkbaum (28:46) | Gardiens                                            | Anders Nilsson              | | Arbitrage : Roman Gofman Daniel Stricker Miroslav Lhotský Sakari Suominen |
| 12 min                                         | Pénalités                                           | 18 min                      | | Arbitrage : Roman Gofman Daniel Stricker Miroslav Lhotský Sakari Suominen |
| 17                                             | Tirs                                                | 41                          | | Arbitrage : Roman Gofman Daniel Stricker Miroslav Lhotský Sakari Suominen |

| 3 mai 2015 | Canada | 10-0 (4-0, 5-0, 1-0) | Allemagne | O2 Arena 15 046 spectateurs |

| Feuille de match | Feuille de match | Feuille de match                                   | Feuille de match | Feuille de match                                                        |
| ---------------- | --- | -------------------------------------------------- | ---------------- | ----------------------------------------------------------------------- |
|                  | S. Crosby (R. O'Reilly) — 8 min 2 s T. Hall (J. Eberle, M. Duchene) — 8 min 25 s C. Eakin (R. O'Reilly) — 16 min 58 s C. Eakin (T. Toffoli) — 19 min 49 s T. Hall (M. Duchene, J. Eberle) — 22 min 10 s A. Ekblad (C. Giroux, P. Wiercioch) — 24 min 29 s C. Giroux (T. Ennis, D. Savard) — 27 min 34 s T. Ennis (C. Giroux, D. Hamhuis) — 35 min 16 s T. Hall (M. Duchene, J. Muzzin) — 39 min 37 s M. Duchene — 42 min 3 s (TP) | 1-0 2-0 3-0 4-0 5-0 6-0 7-0 8-0 9-0 10-0           | -                | Arbitrage : Jozef Kubuš Konstantin Olenine Fraser McIntyre Peter Šefčík |
| Martin Jones     | Gardiens | Dennis Endras (24:29) Danny aus den Birken (35:31) |                  | Arbitrage : Jozef Kubuš Konstantin Olenine Fraser McIntyre Peter Šefčík |
| 6 min            | Pénalités | 2 min                                              |                  | Arbitrage : Jozef Kubuš Konstantin Olenine Fraser McIntyre Peter Šefčík |
| 34               | Tirs | 17                                                 |                  | Arbitrage : Jozef Kubuš Konstantin Olenine Fraser McIntyre Peter Šefčík |

| 3 mai 2015 | France | 1-3 (0-1, 0-1, 1-1) | Suisse | O2 Arena 8 780 spectateurs |

| Feuille de match | Feuille de match          | Feuille de match | Feuille de match | Feuille de match                                                     |
| ---------------- | ------------------------- | ---------------- | --- | -------------------------------------------------------------------- |
|                  | - D. Raux — 48 min 31 s - | 0-1 0-2 1-2 1-3  | D. Hollenstein (D. Brunner, R. Josi) — 15 min 36 s (SN) R. Josi (K. Fiala, E. Ray-Blum) — 21 min 24 s - R. Suri (D. Brunner, R. Grossmann) — 59 min 6 s (CV) | Arbitrage : Pavel Hodek Aleksi Rantala Henrik Pihlblad Masi Puolakka |
| Cristobal Huet   | Gardiens                  | Leonardo Genoni  | | Arbitrage : Pavel Hodek Aleksi Rantala Henrik Pihlblad Masi Puolakka |
| 63 min           | Pénalités                 | 12 min           | | Arbitrage : Pavel Hodek Aleksi Rantala Henrik Pihlblad Masi Puolakka |
| 20               | Tirs                      | 35               | | Arbitrage : Pavel Hodek Aleksi Rantala Henrik Pihlblad Masi Puolakka |

| 4 mai 2015 | Lettonie | 1-8 (0-1, 1-3, 0-4) | Suède | O2 Arena 15 315 spectateurs |

| Feuille de match | Feuille de match                                              | Feuille de match                    | Feuille de match | Feuille de match                                                   |
| ---------------- | ------------------------------------------------------------- | ----------------------------------- | --- | ------------------------------------------------------------------ |
|                  | - L. Dārziņš (K. Daugaviņš , G. Galviņš) — 32 min 53 s (SN) - | 0-1 0-2 1-2 1-3 1-4 1-5 1-6 1-7 1-8 | L. Eriksson — 17 min 37 s (SN) L. Eriksson (M. Ekholm, S. Kronwall) — 30 min 5 s (SN) - F. Forsberg — 33 min 3 s (TP) L. Eriksson (J. Ahnelöv) — 39 min 46 s O. Möller (O. Ekman-Larsson, J. Klingberg) — 44 min 43 s (SN) J. Josefson (J. Lundqvist) — 49 min 32 s J. Lundqvist (S. Hjalmarsson, O. Ekman-Larsson) — 57 min 4 s V. Rask (J. Ericsson, E. Lindholm) — 59 min 51 s | Arbitrage : Pavel Hodek Aleksi Rantala Miroslav Lhotský Jon Kilian |
| Edgars Masaļskis | Gardiens                                                      | Jhonas Enroth                       | | Arbitrage : Pavel Hodek Aleksi Rantala Miroslav Lhotský Jon Kilian |
| 10 min           | Pénalités                                                     | 10 min                              | | Arbitrage : Pavel Hodek Aleksi Rantala Miroslav Lhotský Jon Kilian |
| 20               | Tirs                                                          | 36                                  | | Arbitrage : Pavel Hodek Aleksi Rantala Miroslav Lhotský Jon Kilian |

| 4 mai 2015 | Canada | 6-3 (2-1, 1-1, 3-1) | Tchéquie | O2 Arena 17 383 spectateurs |

| Feuille de match | Feuille de match | Feuille de match                    | Feuille de match | Feuille de match                                                       |
| ---------------- | --- | ----------------------------------- | --- | ---------------------------------------------------------------------- |
|                  | J. Eberle (A. Ekblad, M. Duchene) — 4 min 18 s T. Hall (J. Muzzin, J. Eberle) — 19 min 1 s - S. Couturier (T. Toffoli) — 37 min 40 s T. Seguin (T. Hall, T. Barrie) — 42 min 2 s (SN) S. Crosby (C. Giroux) — 50 min 7 s (SN) - T. Toffoli (R. O'Reilly, N. MacKinnon) — 58 min 31 s (CV) | 1-0 2-0 2-1 2-2 3-2 4-2 5-2 5-3 6-3 | - M. Erat (J. Kovář , J. Jágr) — 19 min 22 s M. Zatovic (D. Simon, J. Kolář) — 35 min 45 s - V. Sobotka (J. Voráček) — 57 min 36 s - | Arbitrage : Viacheslav Boulanov Jyri Rönn Gleb Lazarev Sakari Suominen |
| Mike Smith       | Gardiens | Ondřej Pavelec                      | | Arbitrage : Viacheslav Boulanov Jyri Rönn Gleb Lazarev Sakari Suominen |
| 10 min           | Pénalités | 14 min                              | | Arbitrage : Viacheslav Boulanov Jyri Rönn Gleb Lazarev Sakari Suominen |
| 38               | Tirs | 25                                  | | Arbitrage : Viacheslav Boulanov Jyri Rönn Gleb Lazarev Sakari Suominen |

| 5 mai 2015 | Suisse | 1-0 (0-0, 0-0, 1-0) | Allemagne | O2 Arena 10 253 spectateurs |

| Feuille de match | Feuille de match                                   | Feuille de match | Feuille de match | Feuille de match                                                       |
| ---------------- | -------------------------------------------------- | ---------------- | ---------------- | ---------------------------------------------------------------------- |
|                  | D. Hollenstein (D. Brunner, K. Romy) — 52 min 16 s | 1-0              | -                | Arbitrage : Mikael Nord Viacheslav Boulanov Masi Puolakka Peter Šefčík |
| Leonardo Genoni  | Gardiens                                           | Timo Pielmeier   |                  | Arbitrage : Mikael Nord Viacheslav Boulanov Masi Puolakka Peter Šefčík |
| 6 min            | Pénalités                                          | 12 min           |                  | Arbitrage : Mikael Nord Viacheslav Boulanov Masi Puolakka Peter Šefčík |
| 18               | Tirs                                               | 18               |                  | Arbitrage : Mikael Nord Viacheslav Boulanov Masi Puolakka Peter Šefčík |

| 5 mai 2015 | Autriche | 0-2 (0-0, 0-0, 0-2) | France | O2 Arena 5 857 spectateurs |

| Feuille de match   | Feuille de match | Feuille de match | Feuille de match                                                                                                  | Feuille de match                                                           |
| ------------------ | ---------------- | ---------------- | --- | -------------------------------------------------------------------------- |
|                    | -                | 0-1 0-2          | D. Fleury (S. Da Costa, Y. Auvitu) — 46 min 13 s (SN) L. Meunier (Y. Treille, K. Hecquefeuille) — 59 min 2 s (CV) | Arbitrage : Tobias Wehrli Vladimir Šindler Henrik Pihlblad Fraser McIntyre |
| Bernhard Starkbaum | Gardiens         | Cristobal Huet   | | Arbitrage : Tobias Wehrli Vladimir Šindler Henrik Pihlblad Fraser McIntyre |
| 10 min             | Pénalités        | 6 min            | | Arbitrage : Tobias Wehrli Vladimir Šindler Henrik Pihlblad Fraser McIntyre |
| 23                 | Tirs             | 29               | | Arbitrage : Tobias Wehrli Vladimir Šindler Henrik Pihlblad Fraser McIntyre |

| 6 mai 2015 | Suisse | 1-2 (pr) (0-0, 0-1, 1-0, 0-1) | Lettonie | O2 Arena 10 856 spectateurs |

| Feuille de match | Feuille de match           | Feuille de match | Feuille de match                                                                            | Feuille de match                                                     |
| ---------------- | -------------------------- | ---------------- | ------------------------------------------------------------------------------------------- | -------------------------------------------------------------------- |
|                  | - M. Bieber — 58 min 9 s - | 0-1 1-1 1-2      | A. Džeriņš (L. Dārziņš, K. Rēdlihs) — 24 min 19 s - K. Daugaviņš (L. Dārziņš) — 62 min 19 s | Arbitrage : Maxim Sidorenko Vladimir Šindler Gleb Lazarev Jon Kilian |
| Reto Berra       | Gardiens                   | Edgars Masaļskis |                                                                                             | Arbitrage : Maxim Sidorenko Vladimir Šindler Gleb Lazarev Jon Kilian |
| 6 min            | Pénalités                  | 10 min           |                                                                                             | Arbitrage : Maxim Sidorenko Vladimir Šindler Gleb Lazarev Jon Kilian |
| 36               | Tirs                       | 21               |                                                                                             | Arbitrage : Maxim Sidorenko Vladimir Šindler Gleb Lazarev Jon Kilian |

| 6 mai 2015 | Suède | 4-6 (3-0, 1-3, 0-3) | Canada | O2 Arena 16 695 spectateurs |

| Feuille de match | Feuille de match | Feuille de match                        | Feuille de match | Feuille de match                                                   |
| ---------------- | --- | --------------------------------------- | --- | ------------------------------------------------------------------ |
|                  | A. Lander (L. Eriksson, P. Granberg) — 5 min 6 s V. Rask (O. Klefbom, E. Lindholm) — 17 min 21 s F. Forsberg (L. Eriksson, J. Klingberg) — 17 min 49 s - O. Möller (M. Sjögren, O. Ekman-Larsson) — 35 min 19 s | 1-0 2-0 3-0 3-1 3-2 3-3 4-3 4-4 4-5 4-6 | - A. Ekblad (B. Burns, R. O'Reilly) — 26 min 43 s T. Hall — 31 min 27 s (TP) S. Couturier (A. Ekblad) — 34 min 23 s - P. Wiercioch (J. Eberle, S. Crosby) — 50 min 24 s T. Ennis (T. Hall, J. Spezza) — 53 min 31 s (SN) T. Seguin (R. O'Reilly) — 58 min 10 s (CV) | Arbitrage : Tobias Wehrli Jyri Rönn Masi Puolakka Miroslav Lhotský |
| Anders Nilsson   | Gardiens | Mike Smith                              | | Arbitrage : Tobias Wehrli Jyri Rönn Masi Puolakka Miroslav Lhotský |
| 4 min            | Pénalités | 4 min                                   | | Arbitrage : Tobias Wehrli Jyri Rönn Masi Puolakka Miroslav Lhotský |
| 32               | Tirs | 39                                      | | Arbitrage : Tobias Wehrli Jyri Rönn Masi Puolakka Miroslav Lhotský |

| 7 mai 2015 | France | 1-5 (0-0, 1-2, 0-3) | Tchéquie | O2 Arena 17 110 spectateurs |

| Feuille de match | Feuille de match                                             | Feuille de match        | Feuille de match | Feuille de match                                                       |
| ---------------- | ------------------------------------------------------------ | ----------------------- | --- | ---------------------------------------------------------------------- |
|                  | - K. Hecquefeuille (L. Lampérier, A. Guttig) — 28 min 41 s - | 0-1 0-2 1-2 1-3 1-4 1-5 | O. Němec (J. Novotný) — 21 min 10 s V. Sobotka (J. Krejcik) — 26 min 58 s - J. Jágr (J. Kovář, D. Simon) — 44 min 25 s O. Němec (T. Hertl, K. Voráček) — 48 min 28 s R. Červenka (O. Němec, J. Krejčík) — 54 min 49 s (SN) | Arbitrage : Mikael Nord Aleksi Rantala Henrik Pihlblad Sakari Suominen |
| Florian Hardy    | Gardiens                                                     | Ondřej Pavelec          | | Arbitrage : Mikael Nord Aleksi Rantala Henrik Pihlblad Sakari Suominen |
| 4 min            | Pénalités                                                    | 10 min                  | | Arbitrage : Mikael Nord Aleksi Rantala Henrik Pihlblad Sakari Suominen |
| 46               | Tirs                                                         | 20                      | | Arbitrage : Mikael Nord Aleksi Rantala Henrik Pihlblad Sakari Suominen |

| 7 mai 2015 | Suède | 4-3 (2-1, 0-1, 2-1) | Allemagne | O2 Arena 16 137 spectateurs |

| Feuille de match | Feuille de match | Feuille de match            | Feuille de match | Feuille de match                                                     |
| ---------------- | --- | --------------------------- | --- | -------------------------------------------------------------------- |
|                  | O. Möller (J. Lindström, M. Sjögren) — 11 min 19 s J. Lindström (O. Möller) — 12 min 44 s - J. Klingberg (S. Kronwall, O. Möller) — 42 min 56 s O. Möller (O. Ekman-Larsson, J. Lindström) — 48 min 40 s - | 1-0 2-0 2-1 2-2 3-2 4-2 4-3 | - M. Kink (T. Rieder, S. Daschner) — 15 min 48 s (SN) N. Krämmer — 29 min 30 s - M. Plachta (K. Hospelt, Y. Seidenberg) — 54 min 39 s | Arbitrage : Pavel Hodek Maxim Sidorenko Fraser McIntyre Peter Šefčík |
| Jhonas Enroth    | Gardiens | Timo Pielmeier              | | Arbitrage : Pavel Hodek Maxim Sidorenko Fraser McIntyre Peter Šefčík |
| 6 min            | Pénalités | 29 min                      | | Arbitrage : Pavel Hodek Maxim Sidorenko Fraser McIntyre Peter Šefčík |
| 35               | Tirs | 27                          | | Arbitrage : Pavel Hodek Maxim Sidorenko Fraser McIntyre Peter Šefčík |

| 8 mai 2015 | Tchéquie | 4-0 (0-0, 3-0, 1-0) | Autriche | O2 Arena 17 383 spectateurs |

| Feuille de match | Feuille de match | Feuille de match   | Feuille de match | Feuille de match                                                       |
| ---------------- | --- | ------------------ | ---------------- | ---------------------------------------------------------------------- |
|                  | O. Němec (D. Simon) — 31 min 9 s M. Zatovic (J. Hejda, O. Němec) — 38 min 4 s V. Sobotka (R. Červenka, J. Krejcik) — 39 min 8 s J. Voráček (M. Jordán, T. Hertl) — 40 min 7 s | 1-0 2-0 3-0 4-0    | -                | Arbitrage : Viacheslav Boulanov Jyri Rönn Gleb Lazarev Fraser McIntyre |
| Ondřej Pavelec   | Gardiens | Bernhard Starkbaum |                  | Arbitrage : Viacheslav Boulanov Jyri Rönn Gleb Lazarev Fraser McIntyre |
| 4 min            | Pénalités | 10 min             |                  | Arbitrage : Viacheslav Boulanov Jyri Rönn Gleb Lazarev Fraser McIntyre |
| 42               | Tirs | 12                 |                  | Arbitrage : Viacheslav Boulanov Jyri Rönn Gleb Lazarev Fraser McIntyre |

| 8 mai 2015 | Allemagne | 2-1 (0-1, 0-0, 2-0) | Lettonie | O2 Arena 15 494 spectateurs |

| Feuille de match | Feuille de match                                                              | Feuille de match | Feuille de match                              | Feuille de match                                               |
| ---------------- | ----------------------------------------------------------------------------- | ---------------- | --------------------------------------------- | -------------------------------------------------------------- |
|                  | - M. Wolf (P. Reimer, J. Krueger) — 46 min 46 s (SN) M. Plachta — 57 min 35 s | 0-1 1-1 2-1      | L. Dārziņš (K. Daugaviņš) — 11 min 5 s (SN) - | Arbitrage : Mikael Nord Tobias Wehrli Masi Puolakka Jon Kilian |
| Dennis Endras    | Gardiens                                                                      | Edgars Masaļskis |                                               | Arbitrage : Mikael Nord Tobias Wehrli Masi Puolakka Jon Kilian |
| 10 min           | Pénalités                                                                     | 27 min           |                                               | Arbitrage : Mikael Nord Tobias Wehrli Masi Puolakka Jon Kilian |
| 24               | Tirs                                                                          | 16               |                                               | Arbitrage : Mikael Nord Tobias Wehrli Masi Puolakka Jon Kilian |

| 9 mai 2015 | France | 3-4 (1-2, 0-1, 2-1) | Canada | O2 Arena 15 300 spectateurs |

| Feuille de match | Feuille de match | Feuille de match            | Feuille de match | Feuille de match                                                        |
| ---------------- | --- | --------------------------- | --- | ----------------------------------------------------------------------- |
|                  | - J. Desrosiers (L. Meunier, Y. Auvitu) — 16 min 31 s - Y. Treille (L. Meunier) — 46 min 21 s (SN) D. Fleury — 46 min 56 s - | 0-1 0-2 1-2 1-3 2-3 3-3 3-4 | T. Seguin (J. Spezza, T. Barrie) — 11 min 26 s (SN) J. Eberle (N.MacKinnon, M. Duchene) — 12 min 32 s - T. Seguin (J. Spezza) — 37 min 2 s (SN) - J. Eberle (B. Burns, S. Crosby) — 49 min 18 s (SN) | Arbitrage : Tobias Wehrli Vladimír Šindler Henrik Pihlblad Peter Šefčík |
| Ronan Quemener   | Gardiens | Martin Jones                | | Arbitrage : Tobias Wehrli Vladimír Šindler Henrik Pihlblad Peter Šefčík |
| 12 min           | Pénalités | 8 min                       | | Arbitrage : Tobias Wehrli Vladimír Šindler Henrik Pihlblad Peter Šefčík |
| 21               | Tirs | 43                          | | Arbitrage : Tobias Wehrli Vladimír Šindler Henrik Pihlblad Peter Šefčík |

| 9 mai 2015 | Autriche | 1-2 (pr) (1-0, 0-1, 0-0, 0-1) | Lettonie | O2 Arena 12 735 spectateurs |

| Feuille de match   | Feuille de match                    | Feuille de match | Feuille de match                                                                              | Feuille de match                                                     |
| ------------------ | ----------------------------------- | ---------------- | --------------------------------------------------------------------------------------------- | -------------------------------------------------------------------- |
|                    | B. Lebler (M. Raffl) — 16 min 7 s - | 1-0 1-1 1-2      | - L. Dārziņš (K. Daugaviņš) — 32 min 15 s K. Daugaviņš (L. Dārziņš, G. Galviņš) — 60 min 33 s | Arbitrage : Timothy Mayer Tobias Bjork Gleb Lazarev Miroslav Lhotský |
| Bernhard Starkbaum | Gardiens                            | Edgars Masaļskis |                                                                                               | Arbitrage : Timothy Mayer Tobias Bjork Gleb Lazarev Miroslav Lhotský |
| 2 min              | Pénalités                           | 16 min           |                                                                                               | Arbitrage : Timothy Mayer Tobias Bjork Gleb Lazarev Miroslav Lhotský |
| 29                 | Tirs                                | 18               |                                                                                               | Arbitrage : Timothy Mayer Tobias Bjork Gleb Lazarev Miroslav Lhotský |

| 9 mai 2015 | Suède | 2-1 (pr) (1-0, 0-0, 0-1, 1-0) | Suisse | O2 Arena 15 201 spectateurs |

| Feuille de match | Feuille de match                                                                                                 | Feuille de match | Feuille de match                                        | Feuille de match                                                          |
| ---------------- | --- | ---------------- | ------------------------------------------------------- | ------------------------------------------------------------------------- |
|                  | E. Lindholm (V. Rask, J. Ericsson) — 7 min 17 s - F. Forsberg (L. Eriksson, O. Ekman-Larsson) — 63 min 49 s (SN) | 1-0 1-1 2-1      | - S. Bodenmann (E. Ray-Blum, A. Ambühl) — 40 min 34 s - | Arbitrage : Maxim Sidorenko Vyacheslav Bulanov Sakari Suominen Jon Kilian |
| Jhonas Enroth    | Gardiens | Leonardo Genoni  |                                                         | Arbitrage : Maxim Sidorenko Vyacheslav Bulanov Sakari Suominen Jon Kilian |
| 10 min           | Pénalités | 8 min            |                                                         | Arbitrage : Maxim Sidorenko Vyacheslav Bulanov Sakari Suominen Jon Kilian |
| 29               | Tirs | 16               |                                                         | Arbitrage : Maxim Sidorenko Vyacheslav Bulanov Sakari Suominen Jon Kilian |

| 10 mai 2015 | Allemagne | 2-4 (1-1, 1-2, 0-1) | Tchéquie | O2 Arena 17 383 spectateurs |

| Feuille de match | Feuille de match                                                                     | Feuille de match        | Feuille de match | Feuille de match                                                     |
| ---------------- | ------------------------------------------------------------------------------------ | ----------------------- | --- | -------------------------------------------------------------------- |
|                  | D. Pietta (M. Müller, J. Krueger) — 7 min 13 s - M. Wolf (T. Rieder) — 23 min 50 s - | 1-0 1-1 2-1 2-2 2-3 2-4 | - M. Vondrka — 13 min 39 s - P. Koukal (J. Kolář, D. Simon) — 25 min 58 s J. Voráček (J. Jágr, J. Nakládal) — 27 min 36 s (SN) J. Jágr (R. Červenka) — 55 min 58 s | Arbitrage : Mikael Nord Tobias Bjork Sakari Suominen Fraser McIntyre |
| Timo Pielmeier   | Gardiens                                                                             | Ondřej Pavelec          | | Arbitrage : Mikael Nord Tobias Bjork Sakari Suominen Fraser McIntyre |
| 6 min            | Pénalités                                                                            | 6 min                   | | Arbitrage : Mikael Nord Tobias Bjork Sakari Suominen Fraser McIntyre |
| 14               | Tirs                                                                                 | 38                      | | Arbitrage : Mikael Nord Tobias Bjork Sakari Suominen Fraser McIntyre |

| 10 mai 2015 | Suisse | 2-7 (1-2, 0-3, 1-2) | Canada | O2 Arena 17 003 spectateurs |

| Feuille de match | Feuille de match                                                                 | Feuille de match                    | Feuille de match | Feuille de match                                                   |
| ---------------- | -------------------------------------------------------------------------------- | ----------------------------------- | --- | ------------------------------------------------------------------ |
|                  | - M. Trachsler (R. Schäppi, M. Streit) — 6 min 21 s - D. Brunner — 42 min 17 s - | 0-1 1-1 1-2 1-3 1-4 1-5 2-5 2-6 2-7 | T. Seguin (J. Muzzin, C. Giroux) — 53 s - N. MacKinnon (J. Spezza, P. Wiercioch) — 19 min 42 s A. Eklab (S. Couturier, C. Eakin) — 27 min 59 s J. Eberle (S. Crosby, B. Burns) — 39 min (SN) C. Eakin (S. Couturier, A. Ekblad) — 39 min 59 s - S. Couturier (T. Toffoli, D. Hamhuis) — 52 min 27 s C. Giroux (B. Burns, R. O'Reilly) — 57 min 8 s (SN) | Arbitrage : Timothy Mayer Jyri Rönn Masi Puolakka Miroslav Lhotský |
| Reto Berra       | Gardiens                                                                         | Mike Smith                          | | Arbitrage : Timothy Mayer Jyri Rönn Masi Puolakka Miroslav Lhotský |
| 16 min           | Pénalités                                                                        | 12 min                              | | Arbitrage : Timothy Mayer Jyri Rönn Masi Puolakka Miroslav Lhotský |
| 25               | Tirs                                                                             | 46                                  | | Arbitrage : Timothy Mayer Jyri Rönn Masi Puolakka Miroslav Lhotský |

| 11 mai 2015 | Allemagne | 2-3 (TB) (0-0, 0-1, 2-1, 0-0, 0-1) | Autriche | O2 Arena 11 302 spectateurs |

| Feuille de match | Feuille de match                                                                            | Feuille de match    | Feuille de match                                                                                                   | Feuille de match                                                                |
| ---------------- | ------------------------------------------------------------------------------------------- | ------------------- | --- | ------------------------------------------------------------------------------- |
|                  | - M. Wolf (D. Pietta, M. Muller) — 44 min 14 s - P. Reimer (B. Kohl, N. Krammer) — 58 min - | 0-1 1-1 1-2 2-2 2-3 | T. Raffl (M. Raffl, D. Heinrich) — 34 min 33 s - R. Rotter (F. Muhlstein) — 54 min 22 s - K. Komarek — 65 min (TB) | Arbitrage : Vyacheslav Boulanov Konstantin Olenine Henrik Pihlblad Peter Šefčík |
| Dennis Endras    | Gardiens                                                                                    | Bernhard Starkbaum  | | Arbitrage : Vyacheslav Boulanov Konstantin Olenine Henrik Pihlblad Peter Šefčík |
| 6 min            | Pénalités                                                                                   | 6 min               | | Arbitrage : Vyacheslav Boulanov Konstantin Olenine Henrik Pihlblad Peter Šefčík |
| 17               | Tirs                                                                                        | 34                  | | Arbitrage : Vyacheslav Boulanov Konstantin Olenine Henrik Pihlblad Peter Šefčík |

| 11 mai 2015 | Suède | 4-2 (1-0, 1-2, 2-0) | France | O2 Arena 12 490 spectateurs |

| Feuille de match | Feuille de match | Feuille de match                             | Feuille de match                                                                                      | Feuille de match                                                |
| ---------------- | --- | -------------------------------------------- | --- | --------------------------------------------------------------- |
|                  | J. Josefson (O. Klefbom, O. Ekman-Larsson) — 11 min - F. Forsberg (E. Lindholm) — 34 min 52 s (SN) F. Forsberg (O. Ekman-Larsson) — 40 min 52 s O. Ekman-Larsson (L. Eriksson, O. Klefbom) — 43 min 27 s | 1-0 1-1 1-2 2-2 3-2 4-2                      | - D. Fleury (A. Roussel, T. Da Costa) — 20 min 34 s D. Fleury (A. Roussel, Y. Auvitu) — 22 min 52 s - | Arbitrage : Maxim Sidorenko Jozef Kubuš Gleb Lazarev Jon Kilian |
| Jhonas Enroth    | Gardiens | Cristobal Huet (43:27) Florian Hardy (16:33) | | Arbitrage : Maxim Sidorenko Jozef Kubuš Gleb Lazarev Jon Kilian |
| 10 min           | Pénalités | 16 min                                       | | Arbitrage : Maxim Sidorenko Jozef Kubuš Gleb Lazarev Jon Kilian |
| 41               | Tirs | 17                                           | | Arbitrage : Maxim Sidorenko Jozef Kubuš Gleb Lazarev Jon Kilian |

| 12 mai 2015 | Canada | 10-1 (4-0, 2-0, 4-1) | Autriche | O2 Arena 16 031 spectateurs |

| Feuille de match | Feuille de match | Feuille de match                               | Feuille de match                          | Feuille de match                                                    |
| ---------------- | --- | ---------------------------------------------- | ----------------------------------------- | ------------------------------------------------------------------- |
|                  | T. Barrie (R. O'Reilly, C. Giroux) — 6 min 4 s M. Duchene (J. Spezza, J. Muzzin) — 9 min 9 s T. Hall (B. Burns) — 11 min 17 s A. Ekblad (J. Eberle) — 14 min 10 s J. Spezza (M. Duchene, P. Wiercioch) — 21 min 58 s J. Eberle (B. Burns) — 35 min 52 s - N. MacKinnon (J. Muzzin) — 42 min 53 s J. Spezza — 43 min 5 s B. Schenn (M. Duchene) — 46 min 9 s M. Duchene (N. MacKinnon, J. Spezza) — 54 min 43 s | 1-0 2-0 3-0 4-0 5-0 6-0 6-1 7-1 8-1 9-1 10-1   | - D. Heinrich (R. Rotter) — 42 min 44 s - | Arbitrage : Maxim Sidorenko Roman Gofman Masi Puolakka Peter Šefčík |
| Mike Smith       | Gardiens | Bernhard Starkbaum (43:05) Rene Swette (16:55) |                                           | Arbitrage : Maxim Sidorenko Roman Gofman Masi Puolakka Peter Šefčík |
| 0 min            | Pénalités | 4 min                                          |                                           | Arbitrage : Maxim Sidorenko Roman Gofman Masi Puolakka Peter Šefčík |
| 46               | Tirs | 15                                             |                                           | Arbitrage : Maxim Sidorenko Roman Gofman Masi Puolakka Peter Šefčík |

| 12 mai 2015 | Lettonie | 2-3 (TB) (1-0, 1-0, 0-2, 0-0, 0-1) | France | O2 Arena 15 167 spectateurs |

| Feuille de match | Feuille de match | Feuille de match    | Feuille de match | Feuille de match                                                     |
| ---------------- | --- | ------------------- | --- | -------------------------------------------------------------------- |
|                  | K. Daugaviņš (L. Dārziņš, G. Galviņš) — 11 min 25 s (SN) G. Galviņš (L. Dārziņš, K. Daugaviņš) — 22 min 48 s (SN) - | 1-0 2-0 2-1 2-2 2-3 | - S. Da Costa (D. Fleury) — 48 min 21 s S. Treille (K. Hecquefeuille, C. Huet) — 55 min 20 s J. Desrosiers — 65 min (TB) | Arbitrage : Timothy Mayer Jyri Rönn Sakari Suominen Miroslav Lhotský |
| Edgars Masaļskis | Gardiens | Cristobal Huet      | | Arbitrage : Timothy Mayer Jyri Rönn Sakari Suominen Miroslav Lhotský |
| 6 min            | Pénalités | 6 min               | | Arbitrage : Timothy Mayer Jyri Rönn Sakari Suominen Miroslav Lhotský |
| 13               | Tirs | 35                  | | Arbitrage : Timothy Mayer Jyri Rönn Sakari Suominen Miroslav Lhotský |

| 12 mai 2015 | Tchéquie | 2-1 (TB) (0-1, 0-0, 1-0, 0-0, 1-0) | Suisse | O2 Arena 17 383 spectateurs |

| Feuille de match | Feuille de match                                                              | Feuille de match | Feuille de match                                        | Feuille de match                                                           |
| ---------------- | ----------------------------------------------------------------------------- | ---------------- | ------------------------------------------------------- | -------------------------------------------------------------------------- |
|                  | - M. Zaťovič (J. Kovář, J. Kolář) — 50 min 44 s M. Vondrka — 16 min 56 s (TB) | 0-1 1-1 2-1      | K. Fiala (D. Brunner, M. Streit) — 16 min 56 s (2 SN) - | Arbitrage : Jozef Kubuš Konstantin Olenine Henrik Pihlblad Fraser McIntyre |
| Ondřej Pavelec   | Gardiens                                                                      | Reto Berra       |                                                         | Arbitrage : Jozef Kubuš Konstantin Olenine Henrik Pihlblad Fraser McIntyre |
| 12 min           | Pénalités                                                                     | 14 min           |                                                         | Arbitrage : Jozef Kubuš Konstantin Olenine Henrik Pihlblad Fraser McIntyre |
| 29               | Tirs                                                                          | 27               |                                                         | Arbitrage : Jozef Kubuš Konstantin Olenine Henrik Pihlblad Fraser McIntyre |

| Clt   | Équipe    | PJ | V | VP | D | DP | BP | BC | Diff | Pts |
| ----- | --------- | -- | - | -- | - | -- | -- | -- | ---- | --- |
| +001, | Canada    | 7  | 7 | 0  | 0 | 0  | 49 | 14 | +35  | 21  |
| +002, | Suède     | 7  | 4 | 2  | 1 | 0  | 34 | 19 | +15  | 16  |
| +003, | Tchéquie  | 7  | 4 | 1  | 1 | 1  | 26 | 18 | +8   | 15  |
| +004, | Suisse    | 7  | 2 | 0  | 1 | 4  | 12 | 17 | -5   | 10  |
| +005, | Allemagne | 7  | 2 | 0  | 4 | 1  | 11 | 24 | -13  | 7   |
| +006, | France    | 7  | 1 | 1  | 5 | 0  | 13 | 20 | -7   | 5   |
| +007, | Lettonie  | 7  | 0 | 2  | 4 | 1  | 11 | 25 | -14  | 5   |
| +008, | Autriche  | 7  | 0 | 2  | 4 | 1  | 10 | 29 | -19  | 5   |

- Qualifié pour les quarts de finale
- Relégué en Division IA

#### Groupe B
| 1er mai 2015 | États-Unis | 5-1 (1-0, 2-1, 2-0) | Finlande | ČEZ Aréna 8 812 spectateurs |

| Feuille de match  | Feuille de match | Feuille de match        | Feuille de match                                           | Feuille de match                                                           |
| ----------------- | --- | ----------------------- | ---------------------------------------------------------- | -------------------------------------------------------------------------- |
|                   | S. Moses (B. Nelson, T. Krug) — 19 min 37 s - M. Hendricks (D. Sexton) — 31 min 57 s D. Sexton (T. Krug, M. Hendricks) — 34 min 47 s N. Bonino (S. Moses, B. Nelson) — 46 min 19 s M. Hendricks (D. Larkin) — 57 min 22 s (CV) | 1-0 1-1 2-1 3-1 4-1 5-1 | - J. Jokipakka (J. Pesonen, J. Kemppainen) — 25 min 40 s - | Arbitrage : Tobias Bjork Viacheslav Boulanov Vit Lederer Rudolf Tošenovjan |
| Connor Hellebuyck | Gardiens | Pekka Rinne             |                                                            | Arbitrage : Tobias Bjork Viacheslav Boulanov Vit Lederer Rudolf Tošenovjan |
| 8 min             | Pénalités | 4 min                   |                                                            | Arbitrage : Tobias Bjork Viacheslav Boulanov Vit Lederer Rudolf Tošenovjan |
| 27                | Tirs | 30                      |                                                            | Arbitrage : Tobias Bjork Viacheslav Boulanov Vit Lederer Rudolf Tošenovjan |

| 1er mai 2015 | Russie | 6-2 (4-0, 2-2, 0-0) | Norvège | ČEZ Aréna 6 314 spectateurs |

| Feuille de match  | Feuille de match | Feuille de match                | Feuille de match                                                                                | Feuille de match                                             |
| ----------------- | --- | ------------------------------- | ----------------------------------------------------------------------------------------------- | ------------------------------------------------------------ |
|                   | V. Chipatchiov (I. Kovaltchouk, I. Dadonov) — 2 min 51 s (SN) A. Anissimov (I. Kovalchuk) — 3 min 10 s D. Zaripov (S. Moziakine, V. Tikhonov) — 15 min 14 s V. Tikhonov (I. Medvedev, D. Zaripov) — 16 min 53 s - M. Tchoudinov (S. Moziakine, D. Zaripov) — 29 min 8 s A. Panarine (V. Chipatchiov, I. Birioukov) — 34 min 10 s | 1-0 2-0 3-0 4-0 4-1 4-2 5-2 6-2 | - P. Thoresen (M. Olimb, J. Holøs) — 20 min 25 s P. Thoresen (M. Olimb, M. Ask) — 26 min 50 s - | Arbitrage : Timothy Mayer Jyri Rönn Jimmy Dahmen Bevan Mills |
| Sergueï Bobrovski | Gardiens | Lars Volden                     |                                                                                                 | Arbitrage : Timothy Mayer Jyri Rönn Jimmy Dahmen Bevan Mills |
| 8 min             | Pénalités | 10 min                          |                                                                                                 | Arbitrage : Timothy Mayer Jyri Rönn Jimmy Dahmen Bevan Mills |
| 36                | Tirs | 19                              |                                                                                                 | Arbitrage : Timothy Mayer Jyri Rönn Jimmy Dahmen Bevan Mills |

| 2 mai 2015 | Slovaquie | 4-3 (TB) (0-0, 0-1, 3-2, 0-0, 1-0) | Danemark | ČEZ Aréna 8 812 spectateurs |

| Feuille de match | Feuille de match | Feuille de match            | Feuille de match | Feuille de match                                                       |
| ---------------- | --- | --------------------------- | --- | ---------------------------------------------------------------------- |
|                  | - M. Sersen (L. Hudáček, R. Pánik) — 48 min 8 s (SN) M. Viedenský (V. Dravecký, P. Lušňák) — 49 min 26 s - D. Graňák (V. Dravecky, J. Laco) — 51 min 11 s - M. Daňo — 65 min (TB) | 0-1 1-1 2-1 2-2 3-2 3-3 4-3 | P. Bjorkstrand (J. Jensen, J. B. Jensen) — 25 min 5 s (SN) - N. Hardt (M. Madsen) — 49 min 57 s - D. Nielsen — 57 min 46 s - | Arbitrage : Viacheslav Boulanov Jyri Rönn Nicolas Fluri André Schrader |
| Ján Laco         | Gardiens | Patrick Galbraith           | | Arbitrage : Viacheslav Boulanov Jyri Rönn Nicolas Fluri André Schrader |
| 6 min            | Pénalités | 10 min                      | | Arbitrage : Viacheslav Boulanov Jyri Rönn Nicolas Fluri André Schrader |
| 43               | Tirs | 19                          | | Arbitrage : Viacheslav Boulanov Jyri Rönn Nicolas Fluri André Schrader |

| 2 mai 2015 | Biélorussie | 4-2 (2-1, 1-0, 1-1) | Slovénie | ČEZ Aréna 5 995 spectateurs |

| Feuille de match | Feuille de match | Feuille de match        | Feuille de match                                                                          | Feuille de match                                                    |
| ---------------- | --- | ----------------------- | ----------------------------------------------------------------------------------------- | ------------------------------------------------------------------- |
|                  | A. Stas (D. Korabaw, A. Hawrous) — 10 min 8 s - A. Kastsitsyne (A. Stas, A. Hawrous) — 12 min 16 s A. Kalioujny (A. Kastsitsyne, S. Kastsitsyne) — 23 min 51 s - A. Kitaraw — 59 min 41 s (CV) | 1-0 1-1 2-1 3-1 3-2 4-2 | - Ž. Jeglič (R. Tičar) — 10 min 42 s - Ž. Pance (T. Razingar, A. Kopitar) — 51 min 47 s - | Arbitrage : Mikael Nord Tobias Wehrli Paul Carnathan Anton Semjonov |
| Kevin Lalande    | Gardiens | Robert Kristan          |                                                                                           | Arbitrage : Mikael Nord Tobias Wehrli Paul Carnathan Anton Semjonov |
| 4 min            | Pénalités | 4 min                   |                                                                                           | Arbitrage : Mikael Nord Tobias Wehrli Paul Carnathan Anton Semjonov |
| 26               | Tirs | 23                      |                                                                                           | Arbitrage : Mikael Nord Tobias Wehrli Paul Carnathan Anton Semjonov |

| 2 mai 2015 | Norvège | 1-2 (1-1, 0-1, 0-0) | États-Unis | ČEZ Aréna 6 301 spectateurs |

| Feuille de match | Feuille de match                                  | Feuille de match  | Feuille de match                                                                | Feuille de match                                                           |
| ---------------- | ------------------------------------------------- | ----------------- | ------------------------------------------------------------------------------- | -------------------------------------------------------------------------- |
|                  | M. Ask (O.-K. Tollefsen, M. Olimb) — 6 min 39 s - | 1-0 1-1 1-2       | - T. Lewis (J. Vesey) — 12 min 14 s B. Nelson (T. Krug, T. Lewis) — 25 min 58 s | Arbitrage : Maxim Sidorenko Vladimír Šindler Bevan Mills Rudolf Tošenovjan |
| Lars Haugen      | Gardiens                                          | Connor Hellebuyck |                                                                                 | Arbitrage : Maxim Sidorenko Vladimír Šindler Bevan Mills Rudolf Tošenovjan |
| 12 min           | Pénalités                                         | 20 min            |                                                                                 | Arbitrage : Maxim Sidorenko Vladimír Šindler Bevan Mills Rudolf Tošenovjan |
| 23               | Tirs                                              | 35                |                                                                                 | Arbitrage : Maxim Sidorenko Vladimír Šindler Bevan Mills Rudolf Tošenovjan |

| 3 mai 2015 | Russie | 5-3 (3-0, 1-2, 1-1) | Slovénie | ČEZ Aréna 7 557 spectateurs |

| Feuille de match     | Feuille de match | Feuille de match                | Feuille de match | Feuille de match                                                   |
| -------------------- | --- | ------------------------------- | --- | ------------------------------------------------------------------ |
|                      | I. Kovaltchouk (I. Dadonov, K. Barouline) — 4 min 3 s N. Kouliomine (V. Antipine) — 4 min 39 s Y. Dadonov (A. Panarine, V. Chipatchiov) — 18 min 56 s (SN) - V. Chipatchiov (A. Panarine, I. Dadonov) — 29 min 27 s - I. Dadonov (V. Chipatchiov, A. Panarine) — 45 min 45 s - | 1-0 2-0 3-0 3-1 4-1 4-2 5-2 5-3 | - A. Kopitar (K. Pretnar, A. Kranjc) — 23 min 14 s - Ž. Pance — 34 min 30 s - R. Sabolič (R. Tičar, Ž. Jeglic) — 54 min 46 s | Arbitrage : Tobias Bjork Maxim Sidorenko Nicolas Fluri Vit Lederer |
| Konstantin Barouline | Gardiens | Luka Gračnar                    | | Arbitrage : Tobias Bjork Maxim Sidorenko Nicolas Fluri Vit Lederer |
| 4 min                | Pénalités | 4 min                           | | Arbitrage : Tobias Bjork Maxim Sidorenko Nicolas Fluri Vit Lederer |
| 35                   | Tirs | 25                              | | Arbitrage : Tobias Bjork Maxim Sidorenko Nicolas Fluri Vit Lederer |

| 3 mai 2015 | Biélorussie | 1-2 (pr) (0-0, 0-0, 1-1, 0-1) | Slovaquie | ČEZ Aréna 8 812 spectateurs |

| Feuille de match | Feuille de match                                              | Feuille de match | Feuille de match                                                                                     | Feuille de match                                                       |
| ---------------- | ------------------------------------------------------------- | ---------------- | --- | ---------------------------------------------------------------------- |
|                  | S. Kastsitsyne (A. Kalioujny, A. Kastsitsyne) — 51 min 27 s - | 1-0 1-1 1-2      | - A. Meszároš (L. Hudáček, V. Dravecký) — 52 min 31 s A. Meszároš (T. Jurčo, T. Tatar) — 61 min 55 s | Arbitrage : Timothy Mayer Vladimír Šindler Paul Carnathan Jimmy Dahmen |
| Kevin Lalande    | Gardiens                                                      | Ján Laco         | | Arbitrage : Timothy Mayer Vladimír Šindler Paul Carnathan Jimmy Dahmen |
| 8 min            | Pénalités                                                     | 10 min           | | Arbitrage : Timothy Mayer Vladimír Šindler Paul Carnathan Jimmy Dahmen |
| 18               | Tirs                                                          | 34               | | Arbitrage : Timothy Mayer Vladimír Šindler Paul Carnathan Jimmy Dahmen |

| 3 mai 2015 | Danemark | 0-3 (0-0, 0-3, 0-0) | Finlande | ČEZ Aréna 8 353 spectateurs |

| Feuille de match | Feuille de match | Feuille de match | Feuille de match | Feuille de match                                                    |
| ---------------- | ---------------- | ---------------- | --- | ------------------------------------------------------------------- |
|                  | -                | 0-1 0-2 0-3      | J. Jokinen (A. Salmela, J. Donllskoi) — 27 min 47 s J. Pesonen (O. Louhivaara, J. Kemppainen) — 28 min 58 s A. Barkov (E. Lindell, J. Jokinen) — 35 min 56 s | Arbitrage : Mikael Nord Tobias Wehrli André Schrader Anton Semjonov |
| Sebastian Dahm   | Gardiens         | Pekka Rinne      | | Arbitrage : Mikael Nord Tobias Wehrli André Schrader Anton Semjonov |
| 8 min            | Pénalités        | 2 min            | | Arbitrage : Mikael Nord Tobias Wehrli André Schrader Anton Semjonov |
| 16               | Tirs             | 41               | | Arbitrage : Mikael Nord Tobias Wehrli André Schrader Anton Semjonov |

| 4 mai 2015 | Russie | 2-4 (0-1, 1-1, 1-2) | États-Unis | ČEZ Aréna 8 812 spectateurs |

| Feuille de match  | Feuille de match                                                                                              | Feuille de match        | Feuille de match | Feuille de match                                                              |
| ----------------- | --- | ----------------------- | --- | ----------------------------------------------------------------------------- |
|                   | - A. Belov (A. Panarine, I. Dadonov) — 23 min 40 s - S. Plotnikov (D. Koulikov, A. Anissimov) — 56 min 19 s - | 0-1 1-1 1-2 1-3 2-3 2-4 | T. Lewis (S. Jones, J. Eichel) — 6 min 22 s - T. Krug (S. Jones, J. Faulk) — 26 min 22 s (2 SN) M. Arcobello (J. Vesey) — 51 min 52 s - B. Nelson (A. Lee) — 59 min 51 s (CV) | Arbitrage : Marcus Vinnerborg Daniel Piechaczek Rudolf Tošenovjan Bevan Mills |
| Sergueï Bobrovski | Gardiens | Jack Campbell           | | Arbitrage : Marcus Vinnerborg Daniel Piechaczek Rudolf Tošenovjan Bevan Mills |
| 6 min             | Pénalités | 6 min                   | | Arbitrage : Marcus Vinnerborg Daniel Piechaczek Rudolf Tošenovjan Bevan Mills |
| 17                | Tirs | 20                      | | Arbitrage : Marcus Vinnerborg Daniel Piechaczek Rudolf Tošenovjan Bevan Mills |

| 4 mai 2015 | Norvège | 0-5 (0-1, 0-2, 0-2) | Finlande | ČEZ Aréna 6 634 spectateurs |

| Feuille de match | Feuille de match | Feuille de match    | Feuille de match | Feuille de match                                                |
| ---------------- | ---------------- | ------------------- | --- | --------------------------------------------------------------- |
|                  | -                | 0-1 0-2 0-3 0-4 0-5 | E. Lindell (J. Jokinen, A. Barkov) — 5 min 5 s (SN) J. Kemppainen (E. Lindell, J. Aaltonen) — 28 min 39 s (2 SN) J. Kemppainen (E. Lindell, J. Aaltonen) — 30 min 21 s (2 SN) J. Jokipakka (L. Komarov, J. Kemppainen) — 51 min 15 s J. Jokinen (A. Salmela, A. Barkov) — 52 min 11 s | Arbitrage : Timothy Mayer Tobias Bjork Jimmy Dahmen Vit Lederer |
| Lars Volden      | Gardiens         | Pekka Rinne         | | Arbitrage : Timothy Mayer Tobias Bjork Jimmy Dahmen Vit Lederer |
| 10 min           | Pénalités        | 12 min              | | Arbitrage : Timothy Mayer Tobias Bjork Jimmy Dahmen Vit Lederer |
| 20               | Tirs             | 30                  | | Arbitrage : Timothy Mayer Tobias Bjork Jimmy Dahmen Vit Lederer |

| 5 mai 2015 | Danemark | 1-5 (1-0, 0-3, 0-2) | Biélorussie | ČEZ Aréna 4 796 spectateurs |

| Feuille de match  | Feuille de match                                  | Feuille de match        | Feuille de match | Feuille de match                                                     |
| ----------------- | ------------------------------------------------- | ----------------------- | --- | -------------------------------------------------------------------- |
|                   | J. Jakobsen (M. Madsen, N. Hardt) — 13 min 38 s - | 1-0 1-1 1-2 1-3 1-4 1-5 | - A. Hawrous (A. Kastsitsyne, A. Kalioujny) — 20 min 44 s Y. Kavyrchyne (A. Koulakow, A. Stepanow) — 27 min 27 s I. Chinkevitch (A. Kalioujny, A. Kastsitsyne) — 29 min 35 s Y. Kavyrchyne (A. Koulakow, I. Chinkevitch) — 45 min 36 s I. Vousenko (A. Kitaraw, A. Dziamko) — 54 min 44 s | Arbitrage : Daniel Stricker Jozef Kubuš Nicolas Fluri André Schrader |
| Patrick Galbraith | Gardiens                                          | Kevin Lalande           | | Arbitrage : Daniel Stricker Jozef Kubuš Nicolas Fluri André Schrader |
| 28 min            | Pénalités                                         | 8 min                   | | Arbitrage : Daniel Stricker Jozef Kubuš Nicolas Fluri André Schrader |
| 26                | Tirs                                              | 35                      | | Arbitrage : Daniel Stricker Jozef Kubuš Nicolas Fluri André Schrader |

| 5 mai 2015 | Slovaquie | 3-1 (0-1, 0-0, 3-0) | Slovénie | ČEZ Aréna 8 812 spectateurs |

| Feuille de match | Feuille de match | Feuille de match | Feuille de match                                       | Feuille de match                                                          |
| ---------------- | --- | ---------------- | ------------------------------------------------------ | ------------------------------------------------------------------------- |
|                  | - A. Meszároš (T. Surový) — 47 min 57 s (SN) M. Gáborík (L. Hudáček, T. Surový) — 54 min 16 s M. Gáborík — 59 min 59 s (CV) | 0-1 1-1 2-1 3-1  | J. Urbas (A. Kranjc, S. Kovačevič) — 6 min 20 s (SN) - | Arbitrage : Konstantin Olenine Roman Gofman Anton Semjonov Paul Carnathan |
| Ján Laco         | Gardiens | Robert Kristan   |                                                        | Arbitrage : Konstantin Olenine Roman Gofman Anton Semjonov Paul Carnathan |
| 6 min            | Pénalités | 12 min           |                                                        | Arbitrage : Konstantin Olenine Roman Gofman Anton Semjonov Paul Carnathan |
| 33               | Tirs | 23               |                                                        | Arbitrage : Konstantin Olenine Roman Gofman Anton Semjonov Paul Carnathan |

| 6 mai 2015 | Russie | 5-2 (2-0, 1-1, 2-1) | Danemark | ČEZ Aréna 7 682 spectateurs |

| Feuille de match  | Feuille de match | Feuille de match            | Feuille de match                                                                        | Feuille de match                                                  |
| ----------------- | --- | --------------------------- | --------------------------------------------------------------------------------------- | ----------------------------------------------------------------- |
|                   | A. Panarine (I. Dadonov, V. Chipatchiov) — 10 min 53 s (SN) S. Moziakine (I. Malkine) — 13 min 17 s - I. Dadonov (I. Medvedev, M. Tchoudinov) — 38 min 45 s (SN) - S. Moziakine (N. Kouliomine, I. Malkine) — 57 min 3 s V. Tarassenko (V. Antipine, S. Plotnikov) — 57 min 51 s | 1-0 2-0 2-1 3-1 3-2 4-2 5-2 | - M. Green (T. Spelling, M. Lauridsen) — 29 min 35 s - T. Spelling — 49 min 36 s (SN) - | Arbitrage : Timothy Mayer Tobias Bjork Bevan Mills Anton Semjonov |
| Sergueï Bobrovski | Gardiens | Sebastian Dahm              |                                                                                         | Arbitrage : Timothy Mayer Tobias Bjork Bevan Mills Anton Semjonov |
| 12 min            | Pénalités | 10 min                      |                                                                                         | Arbitrage : Timothy Mayer Tobias Bjork Bevan Mills Anton Semjonov |
| 33                | Tirs | 20                          |                                                                                         | Arbitrage : Timothy Mayer Tobias Bjork Bevan Mills Anton Semjonov |

| 6 mai 2015 | Slovaquie | 2-3 (1-0, 1-2, 0-1) | Norvège | ČEZ Aréna 8 812 spectateurs |

| Feuille de match | Feuille de match                                                                                    | Feuille de match    | Feuille de match | Feuille de match                                                             |
| ---------------- | --------------------------------------------------------------------------------------------------- | ------------------- | --- | ---------------------------------------------------------------------------- |
|                  | T. Surový (M. Gáborík, L. Hudáček) — 18 min 3 s (SN) M. Ďaloga (J. Mikuš, T. Tatar) — 21 min 29 s - | 1-0 2-0 2-1 2-2 2-3 | - M. Nørstebø (J. Holøs, M. Olimb) — 25 min 40 s (SN) M. Rosseli Olsen (M. Ask, A. Martinsen) — 35 min 30 s M. Nørstebø (P. Thoresen, J. Holøs) — 41 min 46 s (SN) | Arbitrage : Daniel Stricker Marcus Vinnerborg Jimmy Dahmen Rudolf Tošenovjan |
| Ján Laco         | Gardiens                                                                                            | Lars Haugen         | | Arbitrage : Daniel Stricker Marcus Vinnerborg Jimmy Dahmen Rudolf Tošenovjan |
| 47 min           | Pénalités                                                                                           | 12 min              | | Arbitrage : Daniel Stricker Marcus Vinnerborg Jimmy Dahmen Rudolf Tošenovjan |
| 24               | Tirs                                                                                                | 23                  | | Arbitrage : Daniel Stricker Marcus Vinnerborg Jimmy Dahmen Rudolf Tošenovjan |

| 7 mai 2015 | États-Unis | 2-5 (0-0, 1-3, 1-2) | Biélorussie | ČEZ Aréna 6 648 spectateurs |

| Feuille de match | Feuille de match                                                                           | Feuille de match            | Feuille de match | Feuille de match                                                       |
| ---------------- | ------------------------------------------------------------------------------------------ | --------------------------- | --- | ---------------------------------------------------------------------- |
|                  | - B. Nelson (J. Eichel) — 37 min 21 s - T. Krug (J. Eichel, T. Lewis) — 45 min 35 s (SN) - | 0-1 0-2 0-3 1-3 1-4 2-4 2-5 | A. Hawrous (E. Lisovets, I. Chinkevitch) — 31 min 11 s A. Volkaw (S. Kastsitsyne) — 33 min 1 s A. Kitaraw (S. Kastsitsyne) — 36 min 6 s - A. Kalioujny (A. Kastsitsyne, I. Vousenka) — 41 min 15 s (2 SN) - A. Kalioujny (A. Kastsitsyne, E. Lisovets) — 48 min 23 s | Arbitrage : Konstantin Olenine Roman Gofman Vit Lederer André Schrader |
| Jack Campbell    | Gardiens                                                                                   | Kevin Lalande               | | Arbitrage : Konstantin Olenine Roman Gofman Vit Lederer André Schrader |
| 8 min            | Pénalités                                                                                  | 10 min                      | | Arbitrage : Konstantin Olenine Roman Gofman Vit Lederer André Schrader |
| 30               | Tirs                                                                                       | 23                          | | Arbitrage : Konstantin Olenine Roman Gofman Vit Lederer André Schrader |

| 7 mai 2015 | Finlande | 4-0 (2-0, 2-0, 0-0) | Slovénie | ČEZ Aréna 6 450 spectateurs |

| Feuille de match | Feuille de match | Feuille de match | Feuille de match | Feuille de match                                                       |
| ---------------- | --- | ---------------- | ---------------- | ---------------------------------------------------------------------- |
|                  | L. Komarov (J. Pesonen, J. Kemppainen) — 5 min 53 s P. Kontiola — 6 min 34 s A. Barkov (J. Donskoi, J. Jokinen) — 21 min 19 s J. Kemppainen (T. Ruutu, J. Aaltonen) — 35 min 57 s (SN) | 1-0 2-0 3-0 4-0  | -                | Arbitrage : Jozef Kubuš Daniel Piechaczek Nicolas Fluri Paul Carnathan |
| Pekka Rinne      | Gardiens | Gašper Krošelj   |                  | Arbitrage : Jozef Kubuš Daniel Piechaczek Nicolas Fluri Paul Carnathan |
| 4 min            | Pénalités | 6 min            |                  | Arbitrage : Jozef Kubuš Daniel Piechaczek Nicolas Fluri Paul Carnathan |
| 33               | Tirs | 13               |                  | Arbitrage : Jozef Kubuš Daniel Piechaczek Nicolas Fluri Paul Carnathan |

| 8 mai 2015 | Slovénie | 1-3 (0-1, 1-2, 0-0) | Norvège | ČEZ Aréna 8 812 spectateurs |

| Feuille de match | Feuille de match                                    | Feuille de match | Feuille de match | Feuille de match                                                          |
| ---------------- | --------------------------------------------------- | ---------------- | --- | ------------------------------------------------------------------------- |
|                  | - J. Muršak (A. Kopitar, A. Kranjc) — 20 min 15 s - | 0-1 1-1 1-2 1-3  | P. Thoresen (M. Olimb, J. Holøs) — 8 min 23 s (SN) - A. Bastiansen (K. A. Olimb, D. Sørvik) — 23 min 46 s (SN) J. Holøs (M. Olimb, P. Thoresen) — 38 min 49 s (SN) | Arbitrage : Daniel Stricker Marcus Vinnerborg Jimmy Dahmen Anton Semjonov |
| Robert Kristian  | Gardiens                                            | Lars Haugen      | | Arbitrage : Daniel Stricker Marcus Vinnerborg Jimmy Dahmen Anton Semjonov |
| 10 min           | Pénalités                                           | 4 min            | | Arbitrage : Daniel Stricker Marcus Vinnerborg Jimmy Dahmen Anton Semjonov |
| 18               | Tirs                                                | 24               | | Arbitrage : Daniel Stricker Marcus Vinnerborg Jimmy Dahmen Anton Semjonov |

| 8 mai 2015 | États-Unis | 1-0 (0-0, 1-0, 0-0) | Danemark | ČEZ Aréna 8 812 spectateurs |

| Feuille de match  | Feuille de match        | Feuille de match | Feuille de match | Feuille de match                                                        |
| ----------------- | ----------------------- | ---------------- | ---------------- | ----------------------------------------------------------------------- |
|                   | B. Nelson — 27 min 54 s | 1-0              | -                | Arbitrage : Pavel Hodek Konstantin Olenin Rudolf Tošenovjan Bevan Mills |
| Connor Hellebuyck | Gardiens                | Sebastian Dahm   |                  | Arbitrage : Pavel Hodek Konstantin Olenin Rudolf Tošenovjan Bevan Mills |
| 6 min             | Pénalités               | 6 min            |                  | Arbitrage : Pavel Hodek Konstantin Olenin Rudolf Tošenovjan Bevan Mills |
| 41                | Tirs                    | 21               |                  | Arbitrage : Pavel Hodek Konstantin Olenin Rudolf Tošenovjan Bevan Mills |

| 9 mai 2015 | Biélorussie | 0-7 (0-1, 0-3, 0-3) | Russie | ČEZ Aréna 8 363 spectateurs |

| Feuille de match                          | Feuille de match | Feuille de match                                  | Feuille de match | Feuille de match                                                         |
| ----------------------------------------- | ---------------- | ------------------------------------------------- | --- | ------------------------------------------------------------------------ |
|                                           | -                | 0-1 0-2 0-3 0-4 0-5 0-6 0-7                       | I. Kovaltchouk (N. Kouliomine, A. Anissimov) — 9 min 53 s V. Tarassenko (A. Anissimov, I. Medvedev) — 21 min 33 s V. Chipatchiov (A. Panarine, I. Dadonov) — 29 min 24 s (SN) A. Panarine (V. Chipatchiov, A. Mironov) — 32 min 22 s S. Chirokov — 42 min 51 s (TP) I. Dadonov (I. Malkine, I. Kovaltchouk) — 44 min 49 s (SN) I. Malkine (V. Tarassenko, S. Moziakine) — 51 min 4 s (SN) | Arbitrage : Daniel Stricker Daniel Piechaczek Jimmy Dahmen Nicolas Fluri |
| Kevin Lalande (29:24) Igor Brikun (30:36) | Gardiens         | Sergueï Bobrovski (56:11) Anton Khoudobine (3:49) | | Arbitrage : Daniel Stricker Daniel Piechaczek Jimmy Dahmen Nicolas Fluri |
| 18 min                                    | Pénalités        | 4 min                                             | | Arbitrage : Daniel Stricker Daniel Piechaczek Jimmy Dahmen Nicolas Fluri |
| 13                                        | Tirs             | 32                                                | | Arbitrage : Daniel Stricker Daniel Piechaczek Jimmy Dahmen Nicolas Fluri |

| 9 mai 2015 | Finlande | 3-0 (0-0, 0-0, 3-0) | Slovaquie | ČEZ Aréna 8 812 spectateurs |

| Feuille de match | Feuille de match | Feuille de match | Feuille de match | Feuille de match                                                            |
| ---------------- | --- | ---------------- | ---------------- | --------------------------------------------------------------------------- |
|                  | J. Donskoi (E. Lindell, J. Jokinen) — 50 min 28 s J. Aaltonen (J. Pesonen, J. Kemppainen) — 55 min 33 s L. Komarov — 59 min 53 s (CV) | 1-0 2-0 3-0      | -                | Arbitrage : Marcus Vinnerborg Konstantin Olenine Bevan Mills Paul Carnathan |
| Juuse Saros      | Gardiens | Ján Laco         |                  | Arbitrage : Marcus Vinnerborg Konstantin Olenine Bevan Mills Paul Carnathan |
| 8 min            | Pénalités | 10 min           |                  | Arbitrage : Marcus Vinnerborg Konstantin Olenine Bevan Mills Paul Carnathan |
| 31               | Tirs | 22               |                  | Arbitrage : Marcus Vinnerborg Konstantin Olenine Bevan Mills Paul Carnathan |

| 9 mai 2015 | Danemark | 4-1 (2-1, 1-0, 1-0) | Norvège | ČEZ Aréna 7 316 spectateurs |

| Feuille de match | Feuille de match | Feuille de match    | Feuille de match                                              | Feuille de match                                                   |
| ---------------- | --- | ------------------- | ------------------------------------------------------------- | ------------------------------------------------------------------ |
|                  | N. Jensen (A. Poulsen) — 1 min 51 s - D. Nielsen (J. Jakobsen, M. Madsen) — 19 min 36 s (SN) F. Storm (J. Jensen, D. Nielsen) — 33 min 1 s (SN) J. Jakobsen (N. Hardt, M. Madsen) — 51 min 36 s | 1-0 1-1 2-1 3-1 4-1 | - K. A. Olimb (M. Rosseli Olsen, A. Bonsaksen) — 3 min 18 s - | Arbitrage : Aleksi Rantala Roman Gofman Vit Lederer André Schrader |
| Sebastian Dahm   | Gardiens | Lars Haugen         |                                                               | Arbitrage : Aleksi Rantala Roman Gofman Vit Lederer André Schrader |
| 8 min            | Pénalités | 8 min               |                                                               | Arbitrage : Aleksi Rantala Roman Gofman Vit Lederer André Schrader |
| 19               | Tirs | 25                  |                                                               | Arbitrage : Aleksi Rantala Roman Gofman Vit Lederer André Schrader |

| 10 mai 2015 | Slovénie | 1-3 (0-2, 1-0, 0-1) | États-Unis | ČEZ Aréna 8 202 spectateurs |

| Feuille de match | Feuille de match                                       | Feuille de match  | Feuille de match | Feuille de match                                                         |
| ---------------- | ------------------------------------------------------ | ----------------- | --- | ------------------------------------------------------------------------ |
|                  | - A. Mušič (K. Ograjenšek, K. Pretnar) — 26 min 54 s - | 0-1 0-2 1-2 1-3   | B. Nelson (M. Reilly, T. Lewis) — 4 min 17 s B. Nelson (T. Lewis, J. Faulk) — 16 min 32 s (SN) - J. Eichel (B. Nelson, T. Lewis) — 41 min 9 s | Arbitrage : Aleksi Rantala Roman Gofman Rudolf Tošenovjan Anton Semjonov |
| Robert Kristan   | Gardiens                                               | Connor Hellebuyck | | Arbitrage : Aleksi Rantala Roman Gofman Rudolf Tošenovjan Anton Semjonov |
| 4 min            | Pénalités                                              | 6 min             | | Arbitrage : Aleksi Rantala Roman Gofman Rudolf Tošenovjan Anton Semjonov |
| 22               | Tirs                                                   | 17                | | Arbitrage : Aleksi Rantala Roman Gofman Rudolf Tošenovjan Anton Semjonov |

| 10 mai 2015 | Slovaquie | 2-3 (pr) (1-0, 0-1, 1-1, 0-1) | Russie | ČEZ Aréna 8 812 spectateurs |

| Feuille de match | Feuille de match                                                                         | Feuille de match    | Feuille de match | Feuille de match                                                   |
| ---------------- | ---------------------------------------------------------------------------------------- | ------------------- | --- | ------------------------------------------------------------------ |
|                  | T. Kopecký (R. Pánik, V. Dravecký) — 5 min 58 s - M. Gáborík (L. Hudáček) — 49 min 5 s - | 1-0 1-1 1-2 2-2 2-3 | - S. Moziakine (M. Tchoudinov, N. Kouliomine) — 27 min 7 s (SN) V. Tarassenko (V. Antipine) — 41 min 10 s - A. Panarine — 62 min 6 s | Arbitrage : Pavel Hodek Vladimir Šindler Nicolas Fluri Vit Lederer |
| Július Hudáček   | Gardiens                                                                                 | Sergueï Bobrovski   | | Arbitrage : Pavel Hodek Vladimir Šindler Nicolas Fluri Vit Lederer |
| 4 min            | Pénalités                                                                                | 2 min               | | Arbitrage : Pavel Hodek Vladimir Šindler Nicolas Fluri Vit Lederer |
| 22               | Tirs                                                                                     | 32                  | | Arbitrage : Pavel Hodek Vladimir Šindler Nicolas Fluri Vit Lederer |

| 11 mai 2015 | Finlande | 3-2 (TB) (0-0, 0-0, 2-2, 0-0, 1-0) | Biélorussie | ČEZ Aréna 8 812 spectateurs |

| Feuille de match | Feuille de match | Feuille de match    | Feuille de match                                                                                                  | Feuille de match                                                           |
| ---------------- | --- | ------------------- | --- | -------------------------------------------------------------------------- |
|                  | - J. Donskoi (E. Lindell, J. Jokinen) — 51 min 57 s (SN) T. Hartikainen (T. Jaakola, J. Kemppainen) — 52 min 51 s - J. Jokinen — 65 min (TB) | 0-1 1-1 2-1 2-2 3-2 | Y. Kavyrchyne (A. Stepanow, A. Koulakow) — 45 min 9 s - A. Kalioujny (S. Kastsitsyne, A. Hawrous) — 59 min 29 s - | Arbitrage : Daniel Stricker Tobias Wehrli Rudolf Tošenovjan Anton Semjonov |
| Pekka Rinne      | Gardiens | Vitali Koval        | | Arbitrage : Daniel Stricker Tobias Wehrli Rudolf Tošenovjan Anton Semjonov |
| 8 min            | Pénalités | 6 min               | | Arbitrage : Daniel Stricker Tobias Wehrli Rudolf Tošenovjan Anton Semjonov |
| 26               | Tirs | 25                  | | Arbitrage : Daniel Stricker Tobias Wehrli Rudolf Tošenovjan Anton Semjonov |

| 11 mai 2015 | Slovénie | 1-0 (1-0, 0-0, 0-0) | Danemark | ČEZ Aréna 6 768 spectateurs |

| Feuille de match | Feuille de match                             | Feuille de match | Feuille de match | Feuille de match                                                             |
| ---------------- | -------------------------------------------- | ---------------- | ---------------- | ---------------------------------------------------------------------------- |
|                  | Ž. Pance (S. Kovačevič, A. Kopitar) — 10 min | 1-0              | -                | Arbitrage : Marcus Vinnerborg Vladimír Šindler Paul Carnathan André Schrader |
| Gašper Krošelj   | Gardiens                                     | Sebastian Dahm   |                  | Arbitrage : Marcus Vinnerborg Vladimír Šindler Paul Carnathan André Schrader |
| 2 min            | Pénalités                                    | 2 min            |                  | Arbitrage : Marcus Vinnerborg Vladimír Šindler Paul Carnathan André Schrader |
| 21               | Tirs                                         | 24               |                  | Arbitrage : Marcus Vinnerborg Vladimír Šindler Paul Carnathan André Schrader |

| 12 mai 2015 | Norvège | 2-3 (0-1, 1-2, 1-0) | Biélorussie | ČEZ Aréna 8 812 spectateurs |

| Feuille de match | Feuille de match                                                                                   | Feuille de match    | Feuille de match | Feuille de match                                                     |
| ---------------- | -------------------------------------------------------------------------------------------------- | ------------------- | --- | -------------------------------------------------------------------- |
|                  | - P. Thoresen (M. Olimb, J. Holøs) — 32 min 30 s M. Nørstebø (M. Olimb, P. Thoresen) — 45 min 13 s | 0-1 0-2 0-3 1-3 2-3 | A. Kalioujny (S. Kastsitsyne, A. Kastsitsyne) — 7 min 29 s (SN) D. Korabaw (A. Kalioujny, A. Stepanow) — 29 min 1 s (SN) A. Kastsitsyne (A. Kalioujny, A. Stepanow) — 32 min 3 s - | Arbitrage : Pavel Hodek Marcus Vinnerborg Bevan Mills Paul Carnathan |
| Lars Haugen      | Gardiens                                                                                           | Kevin Lalande       | | Arbitrage : Pavel Hodek Marcus Vinnerborg Bevan Mills Paul Carnathan |
| 16 min           | Pénalités                                                                                          | 10 min              | | Arbitrage : Pavel Hodek Marcus Vinnerborg Bevan Mills Paul Carnathan |
| 24               | Tirs                                                                                               | 17                  | | Arbitrage : Pavel Hodek Marcus Vinnerborg Bevan Mills Paul Carnathan |

| 12 mai 2015 | États-Unis | 5-4 (pr) (2-0, 2-4, 0-0, 1-0) | Slovaquie | ČEZ Aréna 8 812 spectateurs |

| Feuille de match  | Feuille de match | Feuille de match                        | Feuille de match | Feuille de match                                                       |
| ----------------- | --- | --------------------------------------- | --- | ---------------------------------------------------------------------- |
|                   | B. Smith (J. Moore, M. Arcobello) — 2 min 36 s S. Jones (J. Eichel, T. Lewis) — 4 min 11 s (SN) A. Lee (J. Faulk, N. Bonino) — 20 min 27 s - C. Coyle (Z. Redmond, A. Lee) — 39 min 8 s J. Eichel — 64 min 32 s | 1-0 2-0 3-0 3-1 3-2 3-3 3-4 4-4 5-4     | - M. Gáborík (V. Dravecký, A. Meszároš) — 26 min 29 s (SN) A. Jánošík (M. Gáborík, M. Sersen) — 30 min 36 s V. Dravecký (M. Ďaloga, T. Kopecký) — 36 min 27 s M. Bartovič (D. Graňák) — 38 min 22 s - | Arbitrage : Tobias Wehrli Daniel Piechaczek Jimmy Dahmen Nicolas Fluri |
| Connor Hellebuyck | Gardiens | Ján Laco (04:11) Július Hudáček (60:21) | | Arbitrage : Tobias Wehrli Daniel Piechaczek Jimmy Dahmen Nicolas Fluri |
| 10 min            | Pénalités | 12 min                                  | | Arbitrage : Tobias Wehrli Daniel Piechaczek Jimmy Dahmen Nicolas Fluri |
| 34                | Tirs | 25                                      | | Arbitrage : Tobias Wehrli Daniel Piechaczek Jimmy Dahmen Nicolas Fluri |

| 12 mai 2015 | Finlande | 3-2 (TB) (0-1, 1-0, 1-1, 0-0, 1-0) | Russie | ČEZ Aréna 8 812 spectateurs |

| Feuille de match | Feuille de match | Feuille de match    | Feuille de match                                                                                                | Feuille de match                                                |
| ---------------- | --- | ------------------- | --- | --------------------------------------------------------------- |
|                  | - A. Barkov (J. Pesonen, J. Jokinen) — 24 min 54 s (SN) - J. Donskoi (A. Barkov, J. Jokinen) — 57 min 41 s J. Donskoi — 65 min (TB) | 0-1 1-1 1-2 2-2 3-2 | S. Moziakine (I. Malkine, N. Kouliomine) — 18 min 4 s - A. Panarine (I. Dadonov, M. Tchoudinov) — 54 min 54 s - | Arbitrage : Mikael Nord Tobias Bjork Vit Lederer André Schrader |
| Pekka Rinne      | Gardiens | Sergeï Bobrovski    | | Arbitrage : Mikael Nord Tobias Bjork Vit Lederer André Schrader |
| 25 min           | Pénalités | 6 min               | | Arbitrage : Mikael Nord Tobias Bjork Vit Lederer André Schrader |
| 30               | Tirs | 35                  | | Arbitrage : Mikael Nord Tobias Bjork Vit Lederer André Schrader |

| Clt   | Équipe      | PJ | V | VP | D | DP | BP | BC | Diff | Pts |
| ----- | ----------- | -- | - | -- | - | -- | -- | -- | ---- | --- |
| +001, | États-Unis  | 7  | 5 | 1  | 1 | 0  | 22 | 14 | +8   | 17  |
| +002, | Finlande    | 7  | 4 | 2  | 1 | 0  | 22 | 9  | +13  | 16  |
| +003, | Russie      | 7  | 4 | 1  | 1 | 1  | 30 | 16 | +14  | 15  |
| +004, | Biélorussie | 7  | 4 | 0  | 1 | 2  | 20 | 19 | +1   | 14  |
| +005, | Slovaquie   | 7  | 1 | 2  | 2 | 2  | 17 | 19 | -2   | 9   |
| +006, | Norvège     | 7  | 2 | 0  | 5 | 0  | 12 | 23 | -11  | 6   |
| +007, | Danemark    | 7  | 1 | 0  | 5 | 1  | 10 | 20 | -10  | 4   |
| +008, | Slovénie    | 7  | 1 | 0  | 6 | 0  | 9  | 22 | -13  | 3   |

- Qualifié pour les quarts de finale
- Relégué en Division IA

### Phase finale

#### Tableau
|  | Quarts de finale           | Quarts de finale           |                          |                          | Demi-finales             | Demi-finales             |   |  | Finale                   | Finale                   |
|  | Quarts de finale           | Quarts de finale           |                          |                          | Demi-finales             | Demi-finales             |   |  | Finale                   | Finale                   |
|  |                            |                            |                          |                          |                          |                          |   |  |                          |                          |
|  | O2 Arena, Prague, 14 mai   | O2 Arena, Prague, 14 mai   |                          |                          | O2 Arena, Prague, 16 mai | O2 Arena, Prague, 16 mai |   |  | O2 Arena, Prague, 17 mai | O2 Arena, Prague, 17 mai |
|  | O2 Arena, Prague, 14 mai   | O2 Arena, Prague, 14 mai   |                          |                          | O2 Arena, Prague, 16 mai | O2 Arena, Prague, 16 mai |   |  | O2 Arena, Prague, 17 mai | O2 Arena, Prague, 17 mai |
|  | Canada                     | 9                          |                          |                          | O2 Arena, Prague, 16 mai | O2 Arena, Prague, 16 mai |   |  | O2 Arena, Prague, 17 mai | O2 Arena, Prague, 17 mai |
|  | Canada                     | 9                          |                          |                          | O2 Arena, Prague, 16 mai | O2 Arena, Prague, 16 mai |   |  | O2 Arena, Prague, 17 mai | O2 Arena, Prague, 17 mai |
|  | Biélorussie                | 0                          |                          |                          | O2 Arena, Prague, 16 mai | O2 Arena, Prague, 16 mai |   |  | O2 Arena, Prague, 17 mai | O2 Arena, Prague, 17 mai |
|  | Biélorussie                | 0                          | Canada                   | 2                        |                          |                          |   |  | O2 Arena, Prague, 17 mai | O2 Arena, Prague, 17 mai |
|  | O2 Arena, Prague, 14 mai   |                            | Canada                   | 2                        |                          |                          |   |  | O2 Arena, Prague, 17 mai | O2 Arena, Prague, 17 mai |
|  |                            | Tchéquie                   | 0                        |                          |                          |                          |   |  | O2 Arena, Prague, 17 mai | O2 Arena, Prague, 17 mai |
|  | Finlande                   | Tchéquie                   | 0                        | 3                        |                          |                          |   |  | O2 Arena, Prague, 17 mai | O2 Arena, Prague, 17 mai |
|  | Finlande                   |                            |                          | 3                        |                          |                          |   |  | O2 Arena, Prague, 17 mai | O2 Arena, Prague, 17 mai |
|  | Tchéquie                   | 5                          |                          |                          |                          |                          |   |  | O2 Arena, Prague, 17 mai | O2 Arena, Prague, 17 mai |
|  | Tchéquie                   | 5                          | Canada                   | 6                        |                          |                          |   |  |                          |                          |
|  | ČEZ Aréna, Ostrava, 14 mai |                            | Canada                   | 6                        |                          |                          |   |  |                          |                          |
|  |                            | Russie                     | 1                        |                          |                          |                          |   |  |                          |                          |
|  | États-Unis                 | Russie                     | 1                        | 3                        |                          |                          |   |  |                          |                          |
|  | États-Unis                 | O2 Arena, Prague, 16 mai   |                          | 3                        |                          |                          |   |  |                          |                          |
|  | Suisse                     | 1                          |                          |                          |                          |                          |   |  |                          |                          |
|  | Suisse                     | 1                          | États-Unis               | 0                        |                          |                          |   |  |                          |                          |
|  | ČEZ Aréna, Ostrava, 14 mai | ČEZ Aréna, Ostrava, 14 mai | États-Unis               | 0                        | Match pour la 3e place   | Match pour la 3e place   |   |  |                          |                          |
|  | ČEZ Aréna, Ostrava, 14 mai | ČEZ Aréna, Ostrava, 14 mai |                          | Russie                   | Match pour la 3e place   | Match pour la 3e place   | 4 |  |                          |                          |
|  | Suède                      | 3                          | O2 Arena, Prague, 17 mai | O2 Arena, Prague, 17 mai |                          |                          | 4 |  |                          |                          |
|  | Suède                      | 3                          | O2 Arena, Prague, 17 mai | O2 Arena, Prague, 17 mai |                          |                          |   |  |                          |                          |
|  | Russie                     | 5                          |                          | Tchéquie                 | 0                        |                          |   |  |                          |                          |
|  | Russie                     | 5                          |                          | Tchéquie                 | 0                        |                          |   |  |                          |                          |
|  |                            |                            |                          |                          |                          |                          |   |  | États-Unis               | 3                        |
|  |                            |                            |                          |                          |                          |                          |   |  | États-Unis               | 3                        |

#### Quarts de finale
| 14 mai 2015 | Canada | 9-0 (4-0, 2-0, 3-0) | Biélorussie | O2 Arena 15 126 spectateurs |

| Feuille de match | Feuille de match | Feuille de match                    | Feuille de match | Feuille de match                                                        |
| ---------------- | --- | ----------------------------------- | ---------------- | ----------------------------------------------------------------------- |
|                  | B. Burns (S. Crosby, T. Hall) — 27 s T. Ennis (T. Barrie, J. Muzzin) — 7 min 36 s R. O'Reilly (B. Burns) — 10 min 15 s T. Seguin (J. Spezza) — 17 min 28 s (SN) T. Seguin (S. Couturier, J. Muzzin) — 23 min 23 s B. Burns (R. O'Reilly, J. Eberle) — 31 min 8 s (SN) T. Seguin (T. Hall) — 50 min 32 s (SN) R. O'Reilly (C. Giroux, D. Savard) — 53 min 2 s J. Spezza (B. Burns) — 55 min 19 s | 1-0 2-0 3-0 4-0 5-0 6-0 7-0 8-0 9-0 | -                | Arbitrage : Timothy Mayer Marcus Vinnerborg Miroslav Lhotský Jon Kilian |
| Mike Smith       | Gardiens | Kevin Lalande                       |                  | Arbitrage : Timothy Mayer Marcus Vinnerborg Miroslav Lhotský Jon Kilian |
| 6 min            | Pénalités | 10 min                              |                  | Arbitrage : Timothy Mayer Marcus Vinnerborg Miroslav Lhotský Jon Kilian |
| 24               | Tirs | 41                                  |                  | Arbitrage : Timothy Mayer Marcus Vinnerborg Miroslav Lhotský Jon Kilian |

| 14 mai 2015 | Finlande | 3-5 (1-1, 1-2, 1-2) | Tchéquie | O2 Arena 17 383 spectateurs |

| Feuille de match | Feuille de match | Feuille de match                | Feuille de match | Feuille de match                                                         |
| ---------------- | --- | ------------------------------- | --- | ------------------------------------------------------------------------ |
|                  | - T. Ruutu (P. Kontiola, S. Lepisto) — 17 min 19 s J. Jokinen (S. Lepistö, J. Donskoi) — 23 min 45 s - A. Barkov (J. Jokinen) — 44 min 24 s - | 0-1 1-1 2-1 2-2 2-3 3-3 3-4 3-5 | J. Kovář (M. Erat, J. Klepiš) — 8 min 56 s - J. Jágr (J. Voráček, J. Kovář) — 33 min 51 s (SN) J. Kovář (J. Jágr, J. Voráček) — 35 min 28 s (SN) - J. Jágr — 55 min 30 s V. Sobotka — 59 min 37 s | Arbitrage : Konstantin Olenine Roman Gofman Gleb Lazarev Fraser McIntyre |
| Pekka Rinne      | Gardiens | Ondřej Pavelec                  | | Arbitrage : Konstantin Olenine Roman Gofman Gleb Lazarev Fraser McIntyre |
| 10 min           | Pénalités | 6 min                           | | Arbitrage : Konstantin Olenine Roman Gofman Gleb Lazarev Fraser McIntyre |
| 22               | Tirs | 32                              | | Arbitrage : Konstantin Olenine Roman Gofman Gleb Lazarev Fraser McIntyre |

| 14 mai 2015 | États-Unis | 3-1 (0-1, 2-0, 1-0) | Suisse | ČEZ Aréna 6 495 spectateurs |

| Feuille de match  | Feuille de match | Feuille de match | Feuille de match       | Feuille de match                                                   |
| ----------------- | --- | ---------------- | ---------------------- | ------------------------------------------------------------------ |
|                   | - B. Smith (J. Vesey, M. Arcobello) — 30 min 17 s C. Coyle (S. Jones, A. Lee) — 31 min 14 s J. Gardiner (C. Coyle, A. Lee) — 50 min 33 s | 0-1 1-1 2-1 3-1  | R. Josi — 13 min 4 s - | Arbitrage : Viacheslav Boulanov Jyri Rönn Jimmy Dahmen Bevan Mills |
| Connor Hellebuyck | Gardiens | Reto Berra       |                        | Arbitrage : Viacheslav Boulanov Jyri Rönn Jimmy Dahmen Bevan Mills |
| 6 min             | Pénalités | 4 min            |                        | Arbitrage : Viacheslav Boulanov Jyri Rönn Jimmy Dahmen Bevan Mills |
| 24                | Tirs | 22               |                        | Arbitrage : Viacheslav Boulanov Jyri Rönn Jimmy Dahmen Bevan Mills |

| 14 mai 2015 | Suède | 3-5 (0-2, 1-1, 2-2) | Russie | ČEZ Aréna 7 248 spectateurs |

| Feuille de match                             | Feuille de match | Feuille de match                | Feuille de match | Feuille de match                                                      |
| -------------------------------------------- | --- | ------------------------------- | --- | --------------------------------------------------------------------- |
|                                              | - J. Klingberg (A. Lander) — 31 min 1 s (SN) A. Lander (O. Ekman-Larsson, J. Klingberg) — 43 min 36 s L. Eriksson (A. Lander, M. Ekholm) — 54 min 45 s - | 0-1 0-2 0-3 1-3 2-3 3-3 3-4 3-5 | S. Moziakine (I. Malkine, V. Tarassenko) — 10 min 51 s (2 SN) S. Chirokov (V. Tikhonov, V. Tarassenko) — 16 min 1 s I. Malkine (N. Kouliomine, A. Belov) — 20 min 48 s - I. Malkine (S. Moziakine, N. Kouliomine) — 55 min 11 s V. Tarassenko — 58 min 13 s (CV) | Arbitrage : Tobias Wehrli Vladimír Šindler Vit Lederer Paul Carnathan |
| Jhonas Enroth (22:30) Anders Nilsson (35:32) | Gardiens | Sergueï Bobrovski               | | Arbitrage : Tobias Wehrli Vladimír Šindler Vit Lederer Paul Carnathan |
| 16 min                                       | Pénalités | 14 min                          | | Arbitrage : Tobias Wehrli Vladimír Šindler Vit Lederer Paul Carnathan |
| 28                                           | Tirs | 28                              | | Arbitrage : Tobias Wehrli Vladimír Šindler Vit Lederer Paul Carnathan |

#### Demi-finales
| 16 mai 2015 | Canada | 2-0 (1-0, 1-0, 0-0) | Tchéquie | O2 Arena 17 383 spectateurs |

| Feuille de match | Feuille de match                                                                            | Feuille de match | Feuille de match | Feuille de match                                                                 |
| ---------------- | ------------------------------------------------------------------------------------------- | ---------------- | ---------------- | -------------------------------------------------------------------------------- |
|                  | T. Hall (J. Eberle, S. Crosby) — 8 min 40 s J. Spezza (M. Duchene, D. Hamhuis) — 29 min 2 s | 1-0 2-0          | -                | Arbitrage : Marcus Vinnerborg Viacheslav Boulanov Paul Carnathan Fraser McIntyre |
| Mike Smith       | Gardiens                                                                                    | Ondřej Pavelec   |                  | Arbitrage : Marcus Vinnerborg Viacheslav Boulanov Paul Carnathan Fraser McIntyre |
| 4 min            | Pénalités                                                                                   | 4 min            |                  | Arbitrage : Marcus Vinnerborg Viacheslav Boulanov Paul Carnathan Fraser McIntyre |
| 41               | Tirs                                                                                        | 23               |                  | Arbitrage : Marcus Vinnerborg Viacheslav Boulanov Paul Carnathan Fraser McIntyre |

| 16 mai 2015 | États-Unis | 0-4 (0-0, 0-0, 0-4) | Russie | O2 Arena 14 938 spectateurs |

| Feuille de match  | Feuille de match | Feuille de match  | Feuille de match | Feuille de match                                             |
| ----------------- | ---------------- | ----------------- | --- | ------------------------------------------------------------ |
|                   | -                | 0-1 0-2 0-3 0-4   | S. Moziakine (S. Bobrovski) — 47 min 17 s A. Ovetchkine — 50 min 19 s V. Chipatchiov (N. Kouliomine, S. Moziakine) — 55 min 28 s I. Malkine (A. Ovetchkine) — 58 min 35 s (CV) | Arbitrage : Tobias Wehrli Jyri Rönn Jimmy Dahmen Bevan Mills |
| Connor Hellebuyck | Gardiens         | Sergueï Bobrovski | | Arbitrage : Tobias Wehrli Jyri Rönn Jimmy Dahmen Bevan Mills |
| 6 min             | Pénalités        | 4 min             | | Arbitrage : Tobias Wehrli Jyri Rönn Jimmy Dahmen Bevan Mills |
| 35                | Tirs             | 30                | | Arbitrage : Tobias Wehrli Jyri Rönn Jimmy Dahmen Bevan Mills |

#### Match pour la troisième place
| 17 mai 2015 | Tchéquie | 0-3 (0-2, 0-1, 0-0) | États-Unis | O2 Arena 15 007 spectateurs |

| Feuille de match | Feuille de match | Feuille de match  | Feuille de match                                                                                                   | Feuille de match                                                  |
| ---------------- | ---------------- | ----------------- | --- | ----------------------------------------------------------------- |
|                  | -                | 0-1 0-2 0-3       | N. Bonino (B. Nelson, C. Coyle) — 7 min 25 s T. Lewis (J. Eichel) — 18 min 13 s C. Coyle (N. Bonino) — 39 min 10 s | Arbitrage : Marcus Vinnerborg Jyri Rönn Jimmy Dahmen Gleb Lazarev |
| Ondřej Pavelec   | Gardiens         | Connor Hellebuyck | | Arbitrage : Marcus Vinnerborg Jyri Rönn Jimmy Dahmen Gleb Lazarev |
| 6 min            | Pénalités        | 12 min            | | Arbitrage : Marcus Vinnerborg Jyri Rönn Jimmy Dahmen Gleb Lazarev |
| 39               | Tirs             | 16                | | Arbitrage : Marcus Vinnerborg Jyri Rönn Jimmy Dahmen Gleb Lazarev |

#### Finale
| 17 mai 2015 | Canada | 6-1 (1-0, 3-0, 2-1) | Russie | O2 Arena 17 383 spectateurs |

| Feuille de match | Feuille de match | Feuille de match            | Feuille de match                          | Feuille de match                                                           |
| ---------------- | --- | --------------------------- | ----------------------------------------- | -------------------------------------------------------------------------- |
|                  | C. Eakin (T. Ennis, J. Muzzin) — 18 min 10 s T. Ennis (C. Eakin, S. Couturier) — 21 min 56 s S. Crosby (J. Eberle, D. Hamhuis) T. Seguin (C. Giroux, T. Barrie) — 28 min 6 s C. Giroux (S. Crosby, R. O'Reilly) — 48 min 58 s (SN) N. MacKinnon (D. Savard) — 49 min 50 s - | 1-0 2-0 3-0 4-0 5-0 6-0 6-1 | - I. Malkine (S. Moziakine) — 52 min 47 s | Arbitrage : Tobias Wehrli Vladimir Sindler Paul Carnathan Miroslav Lhotsky |
| Mike Smith       | Gardiens | Sergueï Bobrovski           |                                           | Arbitrage : Tobias Wehrli Vladimir Sindler Paul Carnathan Miroslav Lhotsky |
| 4 min            | Pénalités | 10 min                      |                                           | Arbitrage : Tobias Wehrli Vladimir Sindler Paul Carnathan Miroslav Lhotsky |
| 37               | Tirs | 12                          |                                           | Arbitrage : Tobias Wehrli Vladimir Sindler Paul Carnathan Miroslav Lhotsky |

### Classement final
| Place              | Équipe      |
| ------------------ | ----------- |
| Médaille d'or      | Canada      |
| Médaille d'argent  | Russie      |
| Médaille de bronze | États-Unis  |
| 4                  | Tchéquie    |
| 5                  | Suède       |
| 6                  | Finlande    |
| 7                  | Biélorussie |
| 8                  | Suisse      |
| 9                  | Slovaquie   |
| 10                 | Allemagne   |
| 11                 | Norvège     |
| 12                 | France      |
| 13                 | Lettonie    |
| 14                 | Danemark    |
| 15                 | Autriche    |
| 16                 | Slovénie    |

### Médaillés
| Champions du monde Canada | Tyson Barrie, Brent Burns, Sean Couturier, Sidney Crosby, Matt Duchene, Cody Eakin, Jordan Eberle, Aaron Ekblad, Tyler Ennis, Claude Giroux, Taylor Hall, Dan Hamhuis, Martin Jones, Nathan MacKinnon, Jake Muzzin, Ryan O'Reilly, David Savard, Brayden Schenn, Tyler Seguin, Mike Smith, Jason Spezza, Tyler Toffoli et Patrick Wiercioch Entraîneur : Todd McLellan Entraîneurs assistants : Peter Deboer, Bill Peters, Jay Woodcroft |

| Argent Russie | Artiom Anissimov, Viktor Antipine, Konstantin Barouline, Anton Belov, Ievgueni Birioukov, Sergueï Bobrovski, Vadim Chipatchiov, Sergueï Chirokov, Ievgueni Dadonov, Iegor Iakovlev, Anton Khoudobine, Dmitri Koulikov, Nikolaï Kouliomine, Ilia Kovaltchouk, Ievgueni Malkine, Ievgueni Medvedev, Andreï Mironov, Sergueï Moziakine, Aleksandr Ovetchkine, Artemi Panarine, Sergueï Plotnikov, Vladimir Tarassenko, Maksim Tchoudinov, Viktor Tikhonov et Danis Zaripov Entraîneur : Oļegs Znaroks Entraîneurs assistants : Harijs Vītoliņš |

| Bronze États-Unis | Mark Arcobello, Nick Bonino, Jack Campbell, Charlie Coyle, Jack Eichel, Justin Faulk, Jake Gardiner, Connor Hellebuyck, Matt Hendricks, Seth Jones, Torey Krug, Dylan Larkin, Anders Lee, Trevor Lewis, Alex Lyon, John Moore, Jeremy Morin, Steve Moses, Connor Murphy, Brock Nelson, Zach Redmond, Mike Reilly, Dan Sexton, Ben Smith et Jimmy Vesey Entraîneur : Todd Richards Entraîneurs assistants : Dan Bylsma, Greg Carvel |

### Honneurs individuels
- Meilleur gardien[3] : Pekka Rinne (Finlande)
- Meilleur défenseur[3] : Brent Burns (Canada)
- Meilleur attaquant[3] : Jason Spezza (Canada)
- Équipe type des médias[4] :

| Gardien | Connor Hellebuyck (États-Unis) | Connor Hellebuyck (États-Unis) | Connor Hellebuyck (États-Unis) | Connor Hellebuyck (États-Unis) | Connor Hellebuyck (États-Unis) | Connor Hellebuyck (États-Unis) |
| Défense | Brent Burns (Canada)           | Brent Burns (Canada)           | Brent Burns (Canada)           | Oliver Ekman-Larsson (Suède)   | Oliver Ekman-Larsson (Suède)   | Oliver Ekman-Larsson (Suède)   |
| Attaque | Jaromír Jágr (Rép. tchèque)    | Jaromír Jágr (Rép. tchèque)    | Jason Spezza (Canada)          | Jason Spezza (Canada)          | Taylor Hall (Canada)           | Taylor Hall (Canada)           |

- Meilleur joueur (médias)[4] : Jaromír Jágr (Rép. tchèque)

### Statistiques individuelles
| Clt | Joueur               | Équipe   | PJ | B | A  | Pts | Pun | +/- |
| --- | -------------------- | -------- | -- | - | -- | --- | --- | --- |
| 1   | Jason Spezza         | Canada   | 10 | 6 | 8  | 14  | 2   | +7  |
| 2   | Jordan Eberle        | Canada   | 10 | 5 | 8  | 13  | 0   | +8  |
| 3   | Taylor Hall          | Canada   | 10 | 7 | 5  | 12  | 6   | +8  |
| 4   | Sergueï Moziakine    | Russie   | 10 | 6 | 6  | 12  | 0   | +8  |
| 5   | Matt Duchene         | Canada   | 10 | 4 | 8  | 12  | 2   | +10 |
| 6   | Oliver Ekman-Larsson | Suède    | 8  | 2 | 10 | 12  | 6   | +4  |
| 7   | Sidney Crosby        | Canada   | 9  | 4 | 7  | 11  | 2   | +1  |
| 8   | Ievgueni Dadonov     | Russie   | 10 | 4 | 7  | 11  | 2   | +4  |
| 9   | Jussi Jokinen        | Finlande | 8  | 3 | 8  | 11  | 0   | +3  |
| 10  | Brent Burns          | Canada   | 10 | 2 | 9  | 11  | 4   | +12 |

| Clt | Joueur            | Équipe     | PJ | Min          | BC | Moy  | %Arr  | Bl |
| --- | ----------------- | ---------- | -- | ------------ | -- | ---- | ----- | -- |
| 1   | Connor Hellebuyck | États-Unis | 8  | 482 min 0 s  | 11 | 1,37 | 94,79 | 2  |
| 2   | Sebastian Dahm    | Danemark   | 5  | 297 min 19 s | 11 | 2,22 | 93,17 | 0  |
| 3   | Mike Smith        | Canada     | 8  | 480 min 0 s  | 12 | 1,50 | 93,02 | 2  |
| 4   | Pekka Rinne       | Finlande   | 7  | 427 min 16 s | 12 | 1,69 | 92,77 | 3  |
| 5   | Cristobal Huet    | France     | 5  | 287 min 46 s | 10 | 2,09 | 92,25 | 1  |
| 6   | Ondřej Pavelec    | Tchéquie   | 10 | 517 min 28 s | 17 | 1,97 | 91,19 | 1  |
| 7   | Edgars Masaļskis  | Lettonie   | 7  | 403 min 48 s | 20 | 2,97 | 90,83 | 0  |
| 8   | Sergueï Bobrovski | Russie     | 10 | 542 min 16 s | 21 | 2,32 | 90,58 | 1  |
| 9   | Timo Pielmeier    | Allemagne  | 4  | 176 min 57 s | 9  | 3,05 | 90,11 | 0  |
| 10  | Ján Laco          | Slovaquie  | 7  | 308 min 50 s | 12 | 2,33 | 89,74 | 0  |

## Division IA
| Clt   | Équipe         | PJ | V | VP | D | DP | BP | BC | Diff | Pts |
| ----- | -------------- | -- | - | -- | - | -- | -- | -- | ---- | --- |
| +001, | Kazakhstan (R) | 5  | 5 | 0  | 0 | 0  | 23 | 6  | +17  | 15  |
| +002, | Hongrie        | 5  | 4 | 0  | 1 | 0  | 14 | 11 | +3   | 12  |
| +003, | Pologne (P)    | 5  | 2 | 0  | 3 | 0  | 9  | 9  | 0    | 6   |
| +004, | Japon          | 5  | 2 | 0  | 3 | 0  | 10 | 16 | -6   | 6   |
| +005, | Italie (R)     | 5  | 1 | 1  | 3 | 0  | 7  | 12 | -5   | 5   |
| +006, | Ukraine        | 5  | 0 | 0  | 4 | 1  | 8  | 17 | -9   | 1   |

- Promu en Division Élite en 2016
- Relégué en Division IB en 2016

## Division IB
| Clt   | Équipe           | PJ | V | VP | D | DP | BP | BC | Diff | Pts |
| ----- | ---------------- | -- | - | -- | - | -- | -- | -- | ---- | --- |
| +001, | Corée du Sud (R) | 5  | 4 | 0  | 1 | 0  | 30 | 11 | +19  | 12  |
| +002, | Grande-Bretagne  | 5  | 3 | 1  | 1 | 0  | 13 | 10 | +3   | 11  |
| +003, | Lituanie         | 5  | 3 | 0  | 2 | 0  | 11 | 12 | -1   | 9   |
| +004, | Croatie          | 5  | 2 | 0  | 2 | 1  | 17 | 20 | -3   | 7   |
| +005, | Estonie (P)      | 5  | 1 | 0  | 4 | 0  | 10 | 21 | -11  | 3   |
| +006, | Pays-Bas         | 5  | 1 | 0  | 4 | 0  | 9  | 16 | -7   | 3   |

- Promu en Division IA en 2016
- Relégué en Division IIA en 2016

## Division IIA
| Clt   | Équipe       | PJ | V | VP | D | DP | BP | BC | Diff | Pts |
| ----- | ------------ | -- | - | -- | - | -- | -- | -- | ---- | --- |
| +001, | Roumanie (R) | 5  | 4 | 1  | 0 | 0  | 27 | 11 | +16  | 14  |
| +002, | Belgique     | 5  | 2 | 1  | 2 | 0  | 22 | 15 | +7   | 8   |
| +003, | Serbie       | 5  | 1 | 1  | 1 | 2  | 18 | 22 | -4   | 7   |
| +004, | Espagne (P)  | 5  | 2 | 0  | 2 | 1  | 16 | 20 | -4   | 7   |
| +005, | Islande      | 5  | 2 | 0  | 2 | 1  | 17 | 13 | +4   | 7   |
| +006, | Australie    | 5  | 0 | 1  | 4 | 0  | 11 | 30 | -19  | 2   |

- Promu en Division IB en 2016
- Relégué en Division IIB en 2016

## Division IIB
| Clt   | Équipe           | PJ | V | VP | D | DP | BP | BC | Diff | Pts |
| ----- | ---------------- | -- | - | -- | - | -- | -- | -- | ---- | --- |
| +001, | Chine            | 5  | 4 | 1  | 0 | 0  | 33 | 15 | +18  | 14  |
| +002, | Nouvelle-Zélande | 5  | 3 | 0  | 2 | 0  | 21 | 17 | +4   | 9   |
| +003, | Mexique          | 5  | 3 | 0  | 2 | 0  | 24 | 15 | +9   | 9   |
| +004, | Bulgarie (P)     | 5  | 2 | 0  | 3 | 0  | 17 | 30 | -13  | 6   |
| +005, | Israël (R)       | 5  | 1 | 0  | 3 | 1  | 20 | 29 | -9   | 4   |
| +006, | Afrique du Sud   | 5  | 1 | 0  | 4 | 0  | 11 | 20 | -9   | 3   |

- Promu en Division IIA en 2016
- Relégué en Division III en 2016

## Division III
| Clt   | Équipe              | PJ | V | VP | D | DP | BP | BC | Diff | Pts |
| ----- | ------------------- | -- | - | -- | - | -- | -- | -- | ---- | --- |
| +001, | Corée du Nord       | 6  | 5 | 1  | 0 | 0  | 50 | 9  | +41  | 17  |
| +002, | Turquie (R)         | 6  | 5 | 0  | 0 | 1  | 59 | 11 | +48  | 16  |
| +003, | Luxembourg          | 6  | 4 | 0  | 2 | 0  | 39 | 19 | +20  | 12  |
| +004, | Hong Kong           | 6  | 3 | 0  | 3 | 0  | 30 | 30 | 0    | 9   |
| +005, | Géorgie             | 6  | 1 | 1  | 4 | 0  | 20 | 56 | -36  | 5   |
| +006, | Émirats arabes unis | 6  | 1 | 0  | 4 | 1  | 14 | 44 | -30  | 4   |
| +007, | Bosnie-Herzégovine  | 6  | 0 | 0  | 6 | 0  | 3  | 46 | -43  | 0   |

- Promu en Division IIB en 2016